# Chevrolet Corvette (C1)
Pour les articles homonymes, voir Corvette et C1.
Cet article concerne la première génération de Chevrolet Corvette (C1). Pour des informations plus générales, voir Chevrolet Corvette.
La Chevrolet Corvette C1 est une voiture de sport GT roadster du constructeur automobile américain Chevrolet, 1re voiture de sport de General Motors, et 1re génération de Chevrolet Corvette, présentée au General Motors Motorama 1953, et commercialisée à 69 015 exemplaires jusqu'en 1962, une des voitures emblématiques de l'Amérique des années 1950.

## Histoire

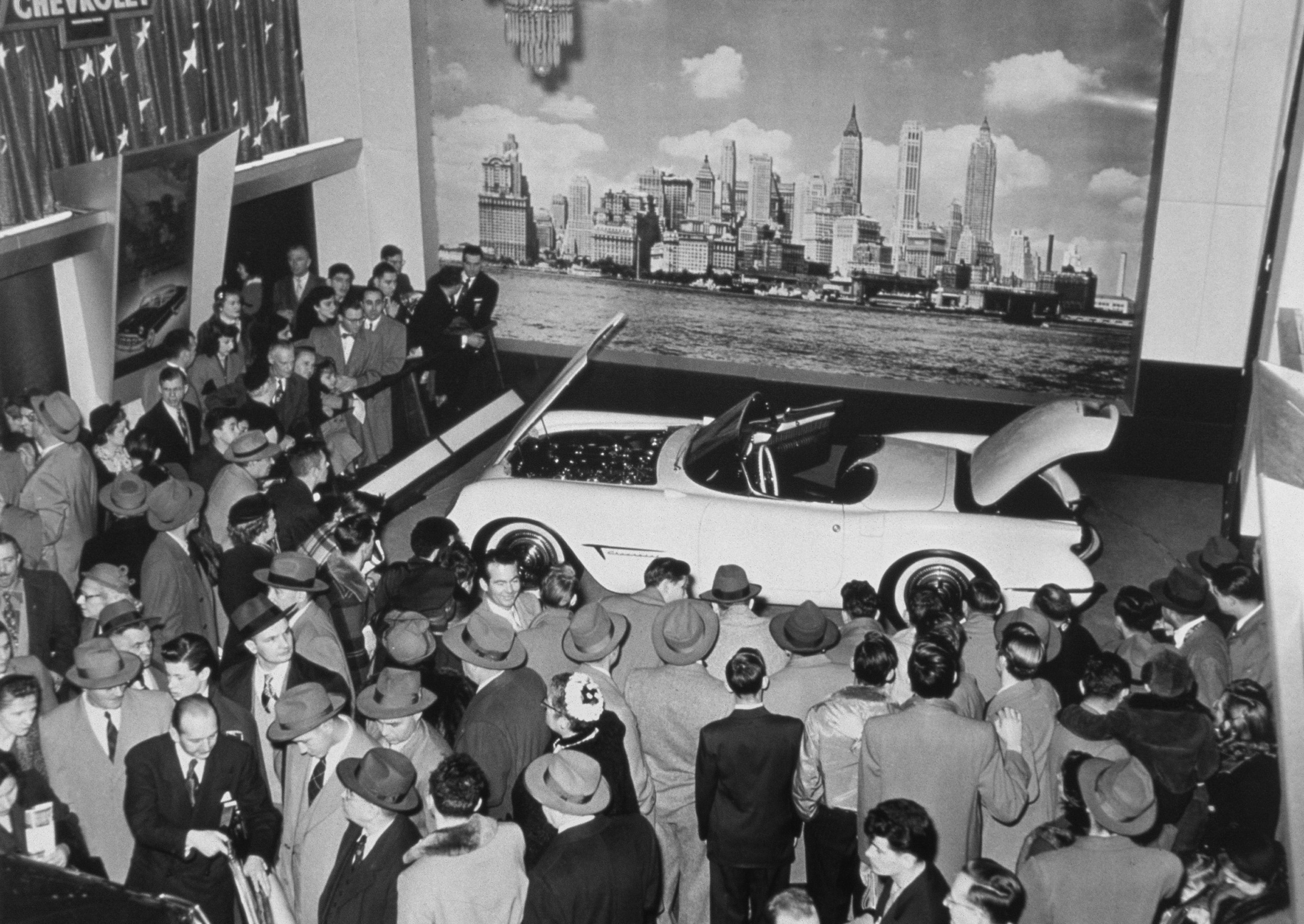
Corvette C1, au General Motors Motorama de New York (1953).

Harley J. Earl, chef-designer et vis-président de General Motors conçoit ce premier concept car Chevrolet , qu'il présente avec un important succès au General Motors Motorama 1953 dans le prestigieux hôtel Waldorf-Astoria de Park Avenue de Manhattan à New York.
Harley Earl était un fervent amateur de voitures de sport, concepteur entre autres de son concept car personnel Buick Y-Job de 1938 (variante de voitures de sport américaines de luxe et de prestige de l'époque, telles que les Duesenberg J ou Auburn Speedster des années 1930). Des GI de l'armée américaine de l'époque sont revenus aux États-Unis de la Seconde Guerre mondiale en Europe avec des MG, Triumph, Jaguar, et autres Alfa Romeo. En 1951, Nash Motors commercialise la Nash-Healey, un coupé cabriolet sport à tarif élevé, conçu en partenariat avec le designer italien Pininfarina et l'ingénieur automobile britannique Donald Healey,. Earl parvient alors à convaincre GM du besoin d'un modèle de voiture de sport de cette catégorie pour le marché de l'automobile américain, et son équipe de projets spéciaux commence à travailler sur ce nouveau modèle dès la fin de 1951.

### Prototype EX-122
Le projet est nommé « Projet Opel » (d'après la division allemande Opel de GM),, avec pour résultat le premier prototype de Corvette de pré-production « EX-122 ». Fabriquée artisanalement, elle est présentée au public au General Motors Motorama, le 17 janvier 1953, au Waldorf-Astoria de Manhattan à New York.

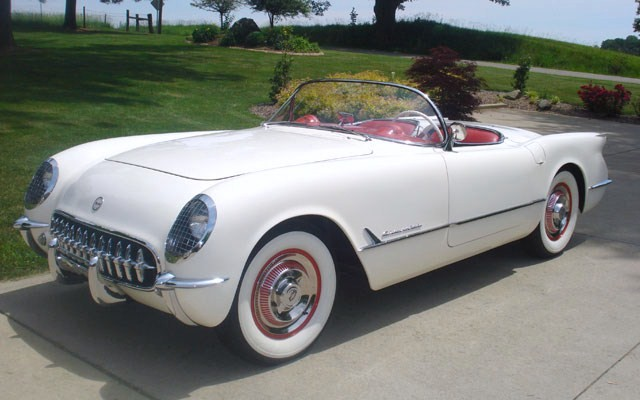
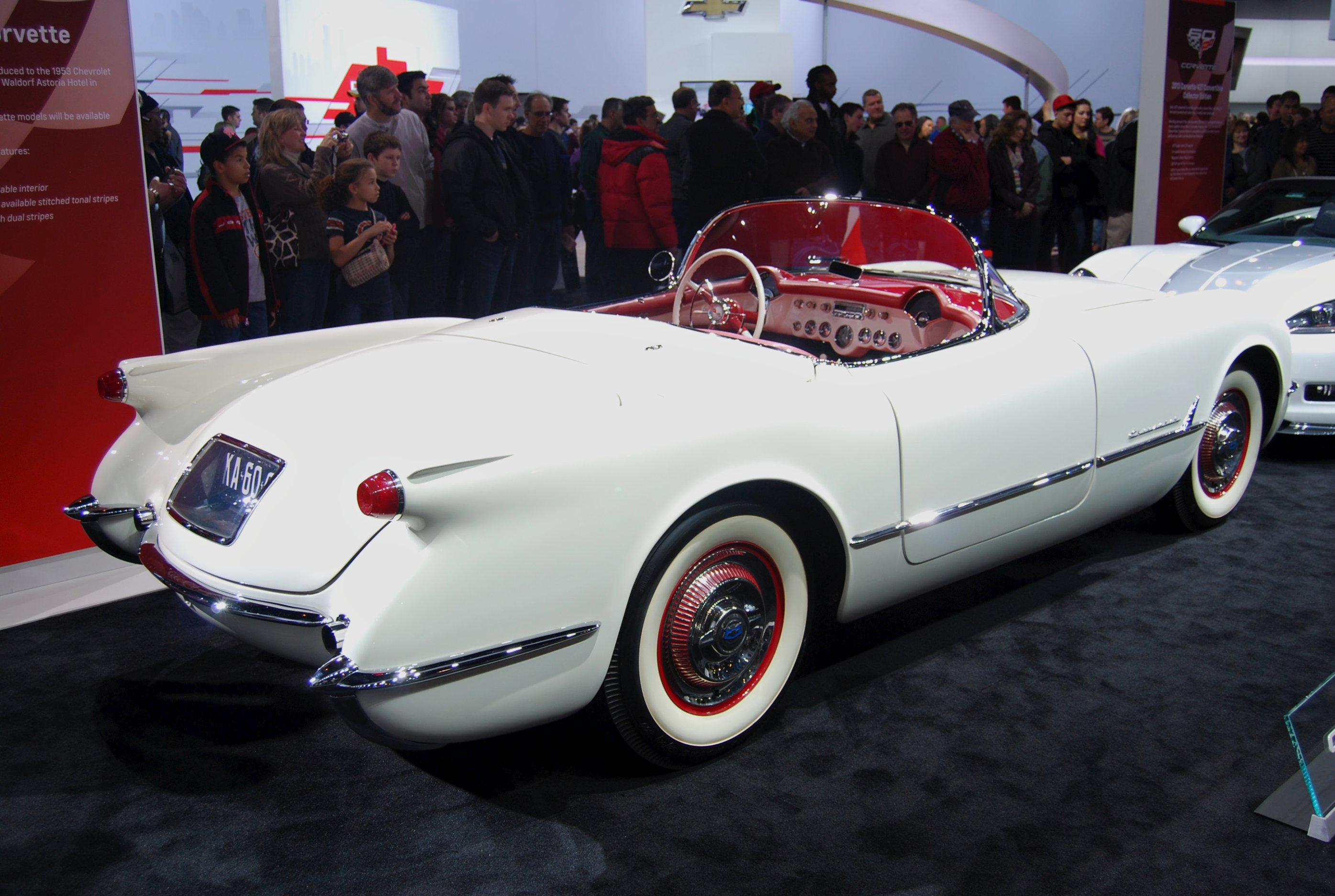

Elle est mise en production six mois plus tard au prix de base de 3 513 $, soit un tarif bien supérieur aux 2 000 $ initialement prévus. Cette EX-122 est à ce jour exposée au musée-concession Corvette des frères Kerbeck d'Atlantic City dans le New Jersey, et est considérée comme la plus ancienne Corvette existante.

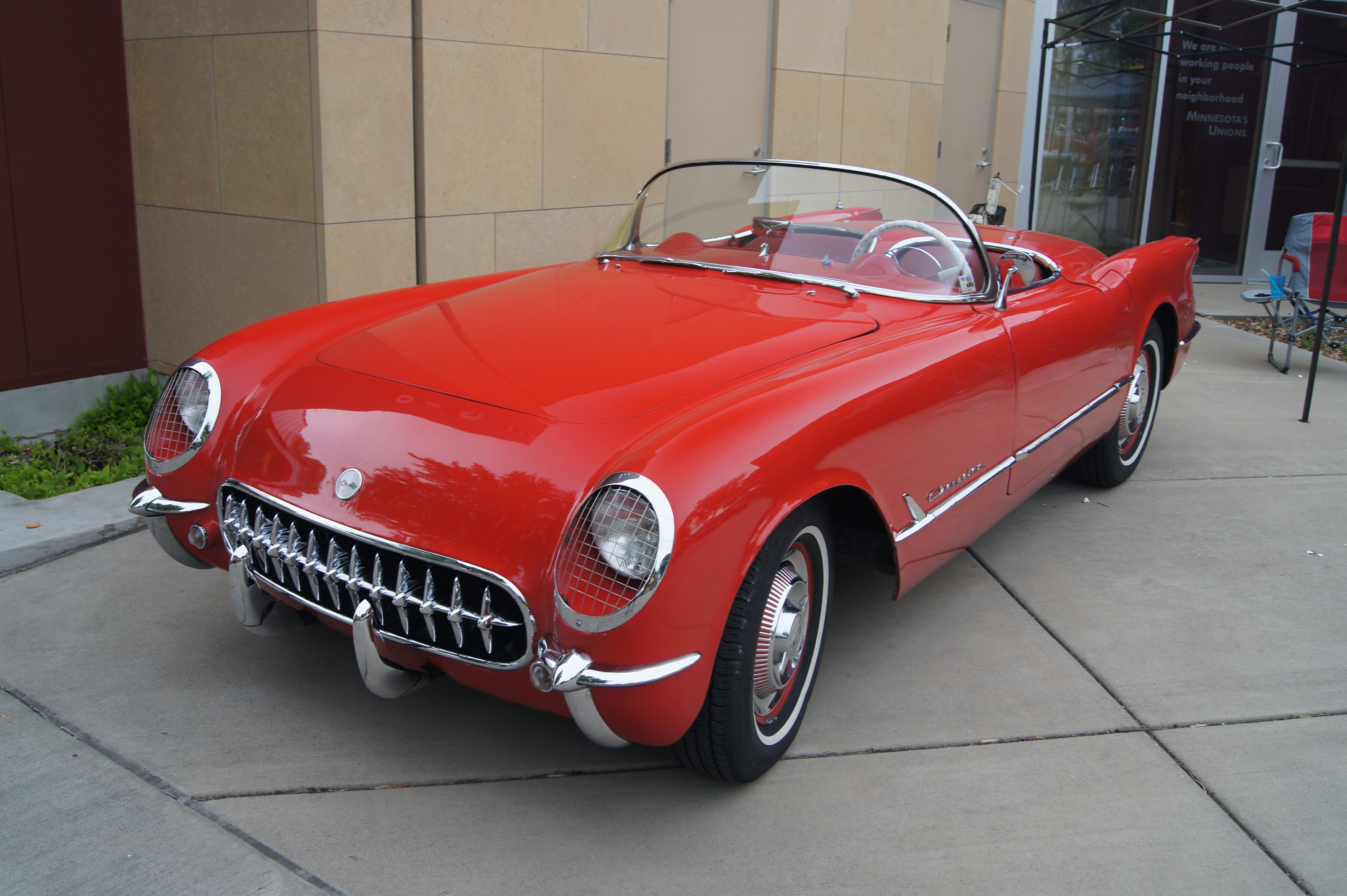
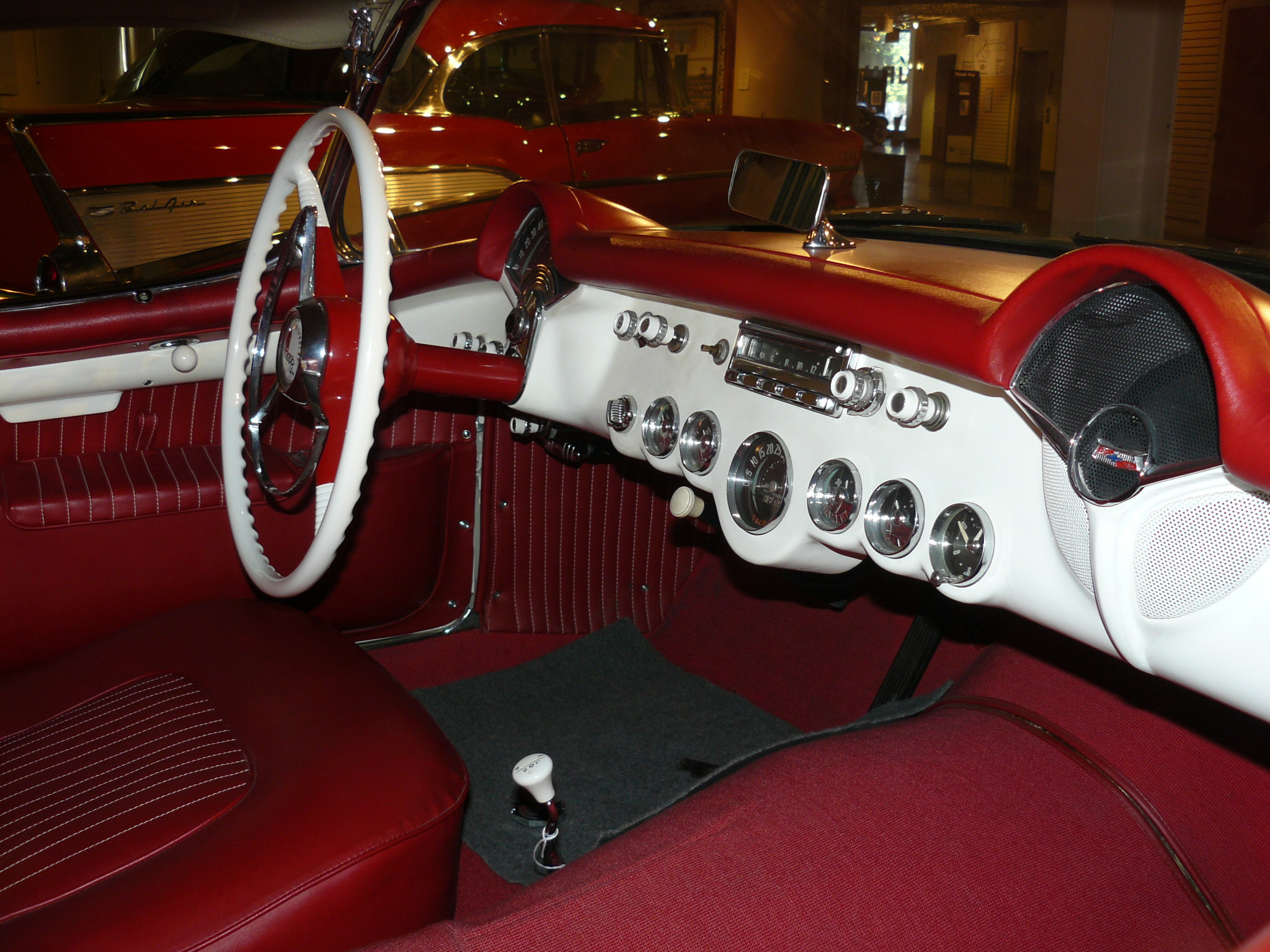
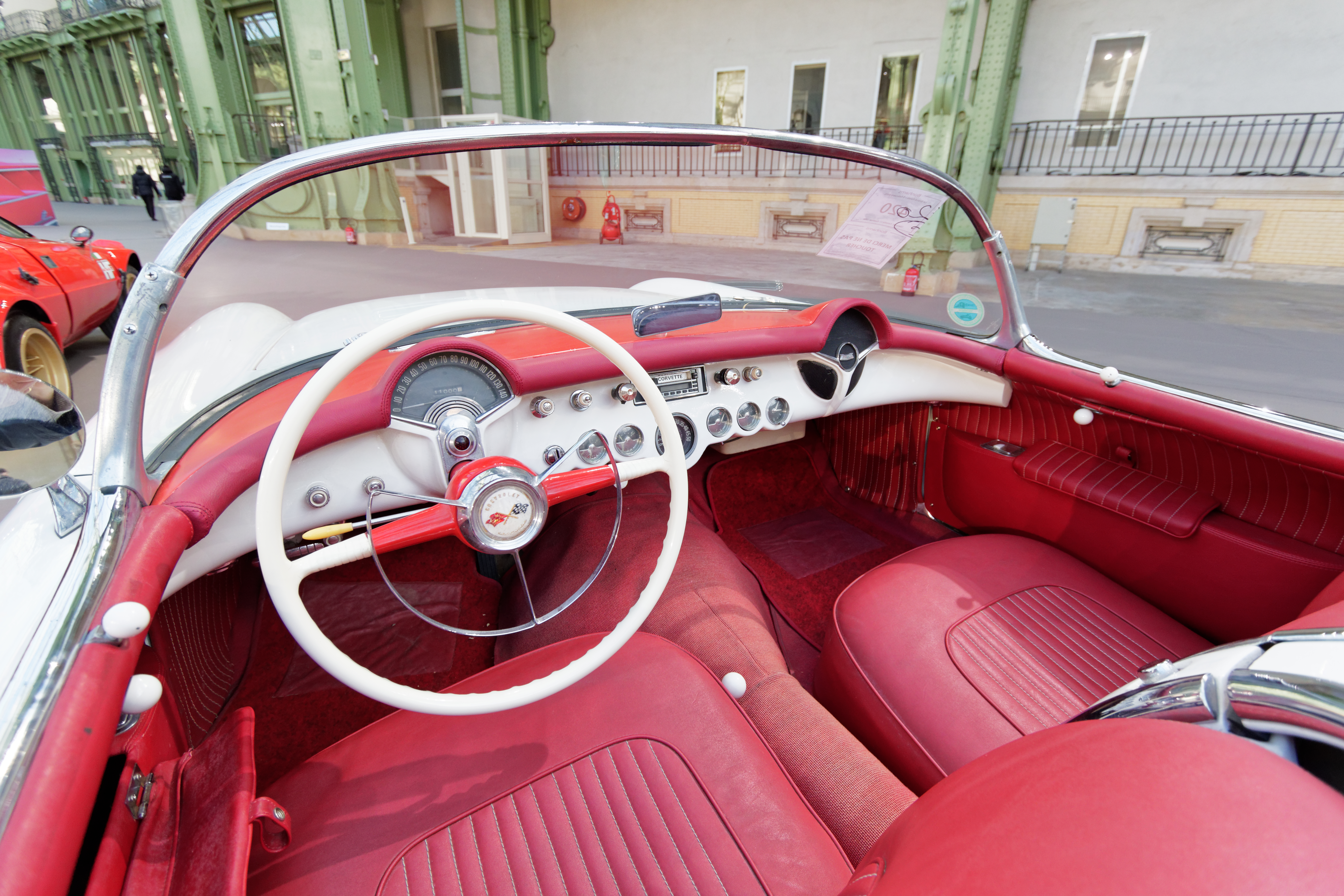
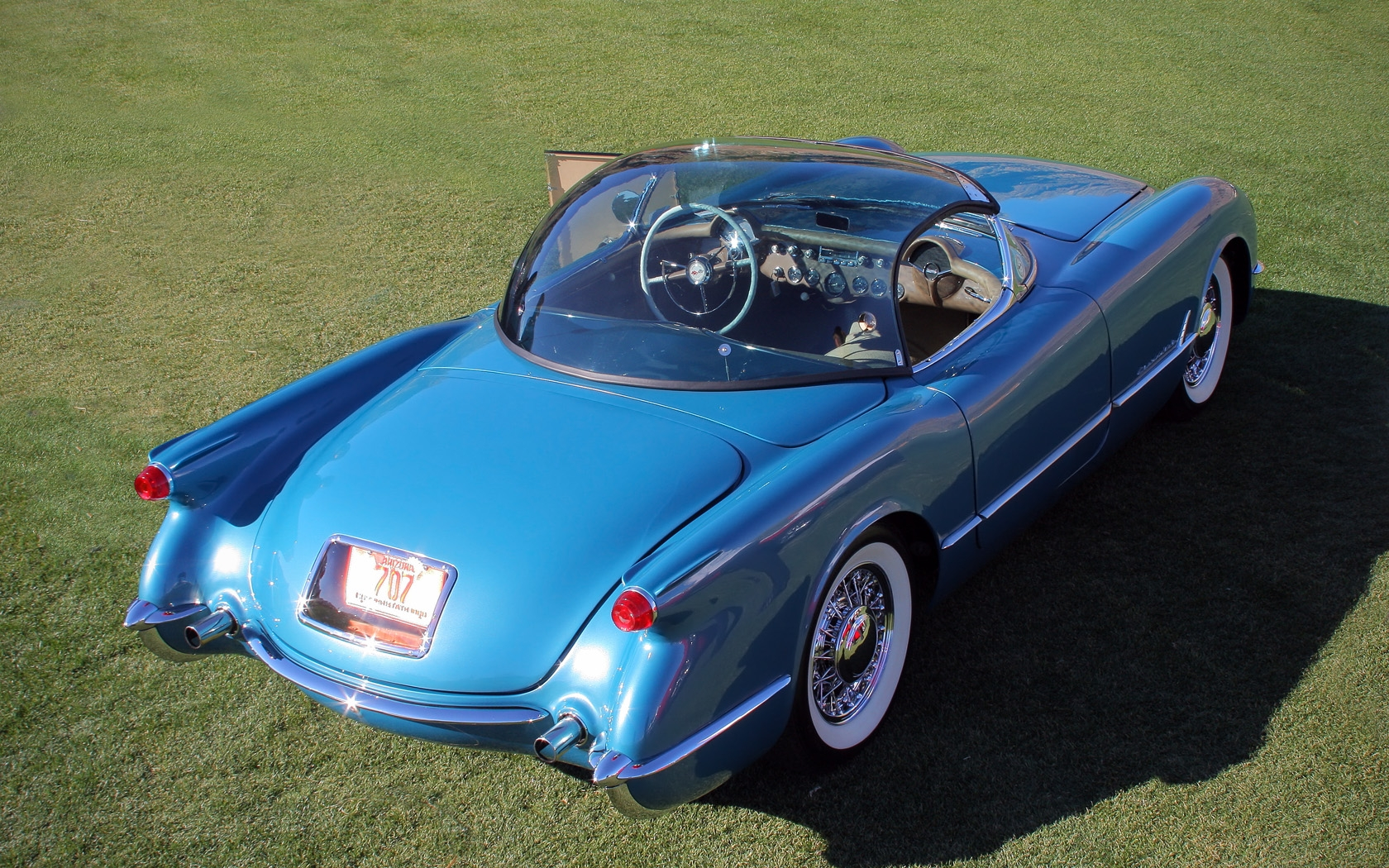

### Conception et ingénierie
Pour réduire les coûts, le directeur général de GM, Robert F. McLean, a mandaté des composants mécaniques standards et a utilisé le châssis et la suspension des véhicules de tourisme Chevrolet de 1949-1954. La transmission et l'habitacle ont été déplacés vers l'arrière pour obtenir une répartition du poids de 53/47 de l'avant à l'arrière.
Trois variantes de carrosseries ont été créées : le roadster nommé Corvette, sa variante concept car Corvair coupé fastback (jamais mise en production), ainsi qu'un concept car break coupé nommé Chevrolet Nomad.

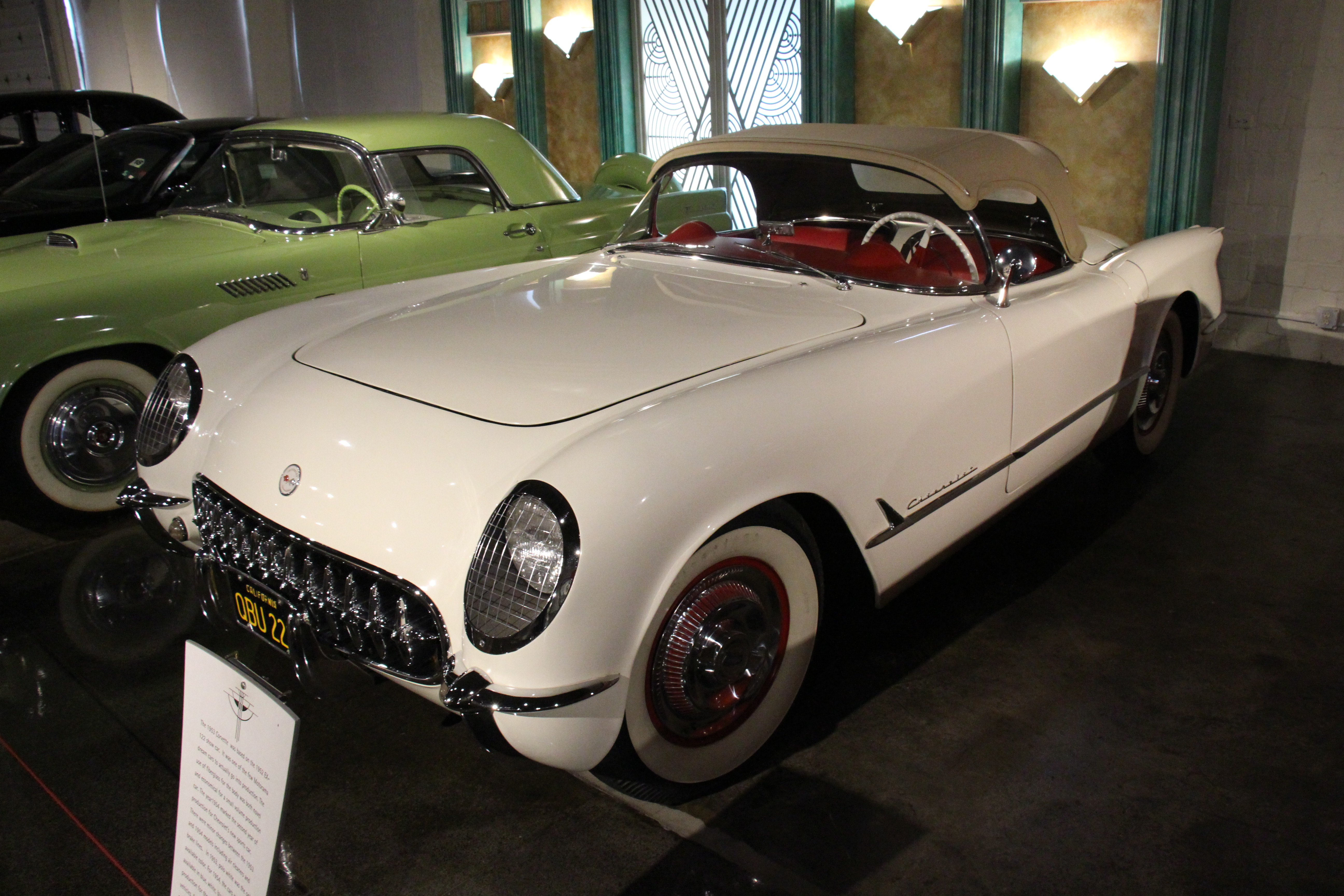
Corvette C1 (roadster)
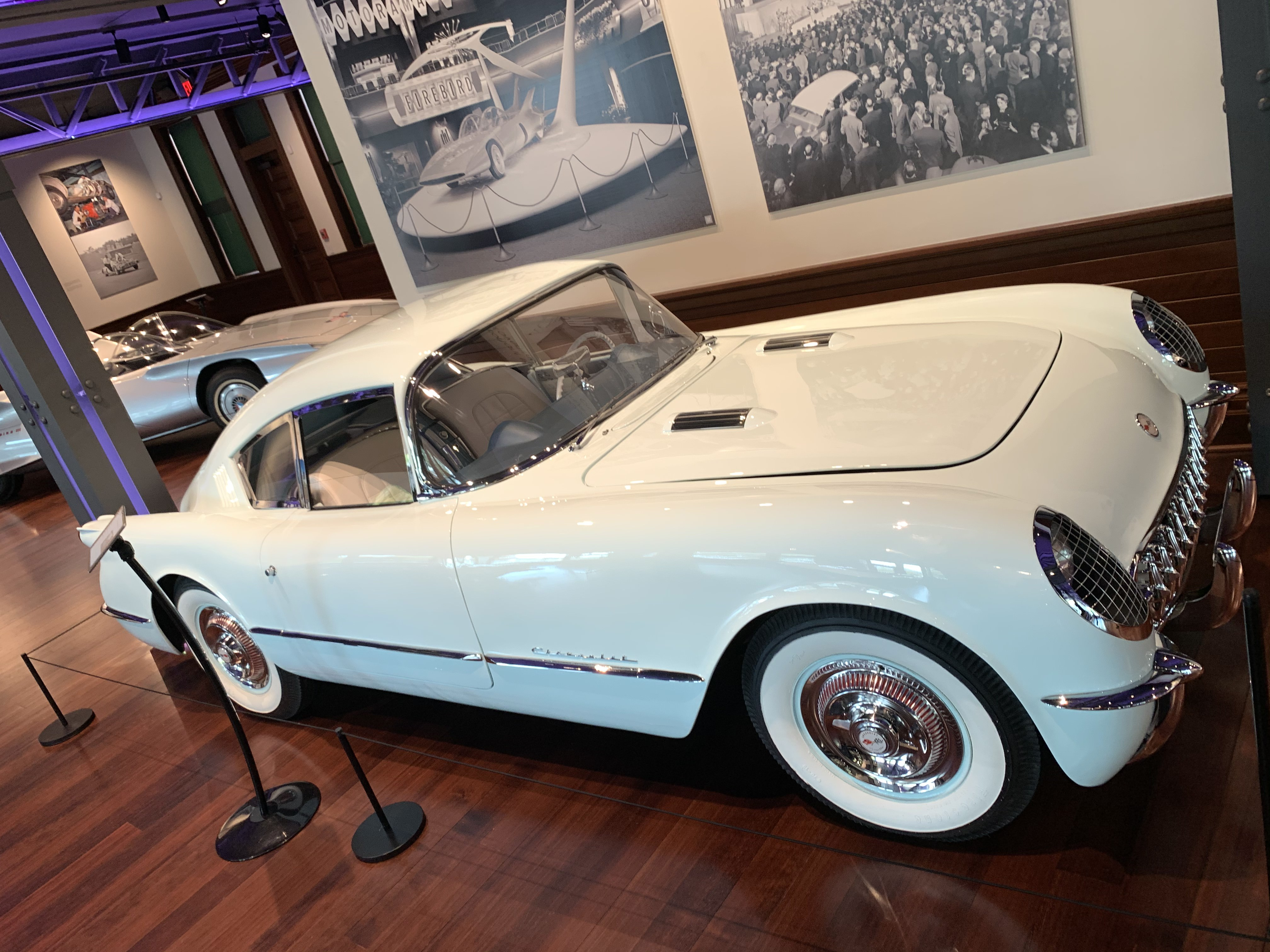
Corvette Corvair concept
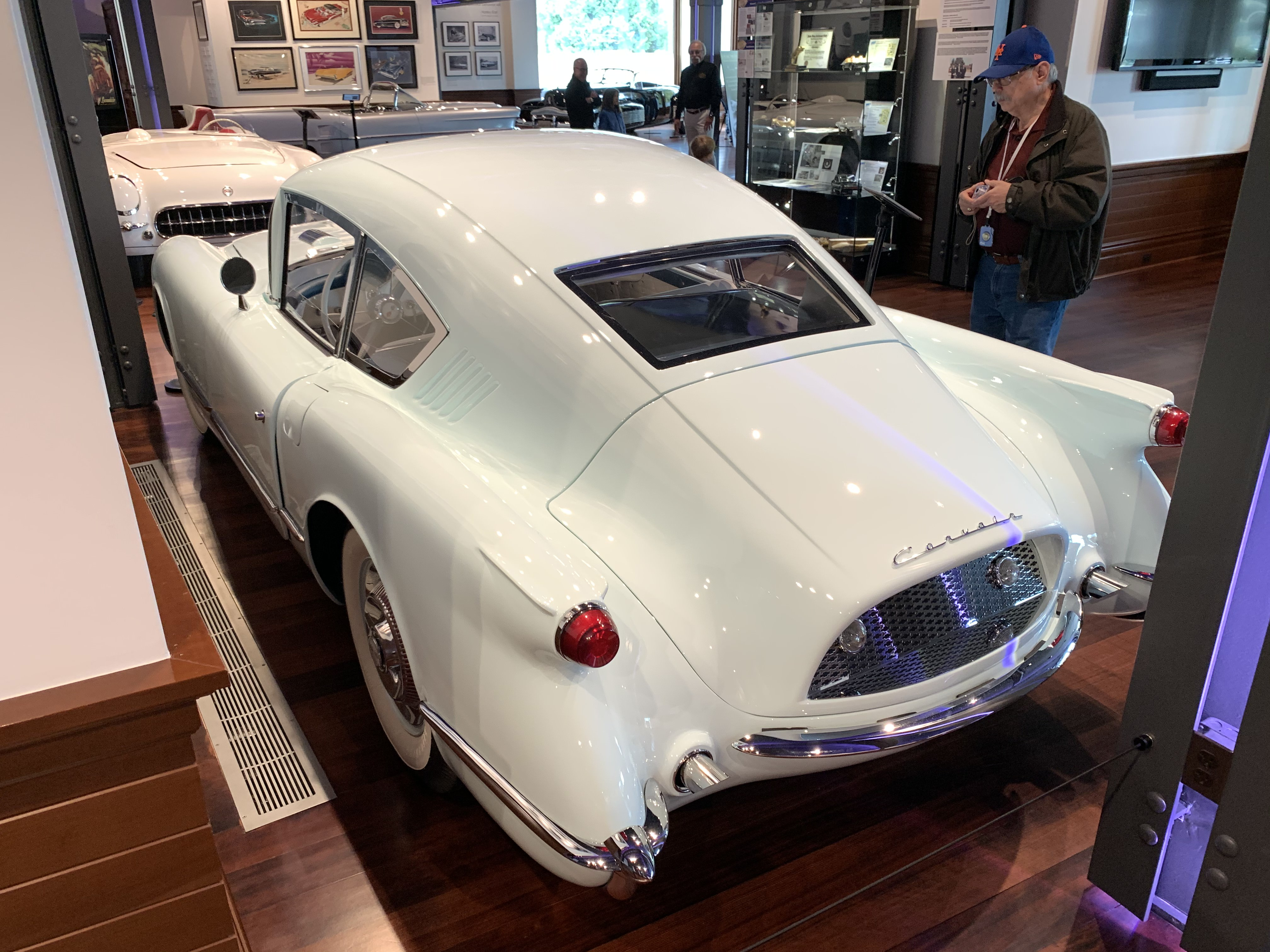
Corvette Corvair concept
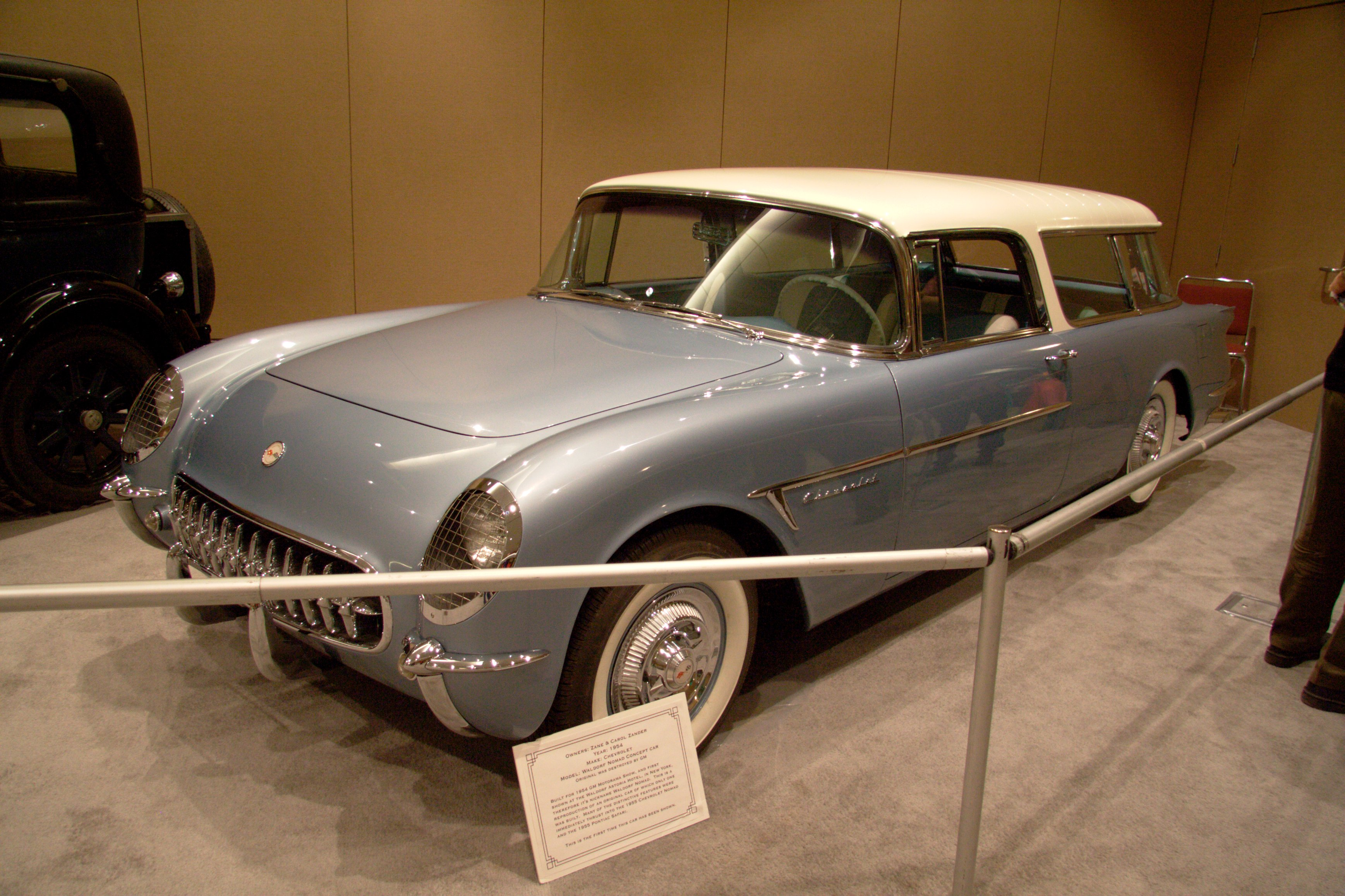
Chevrolet Nomad concept (1954)

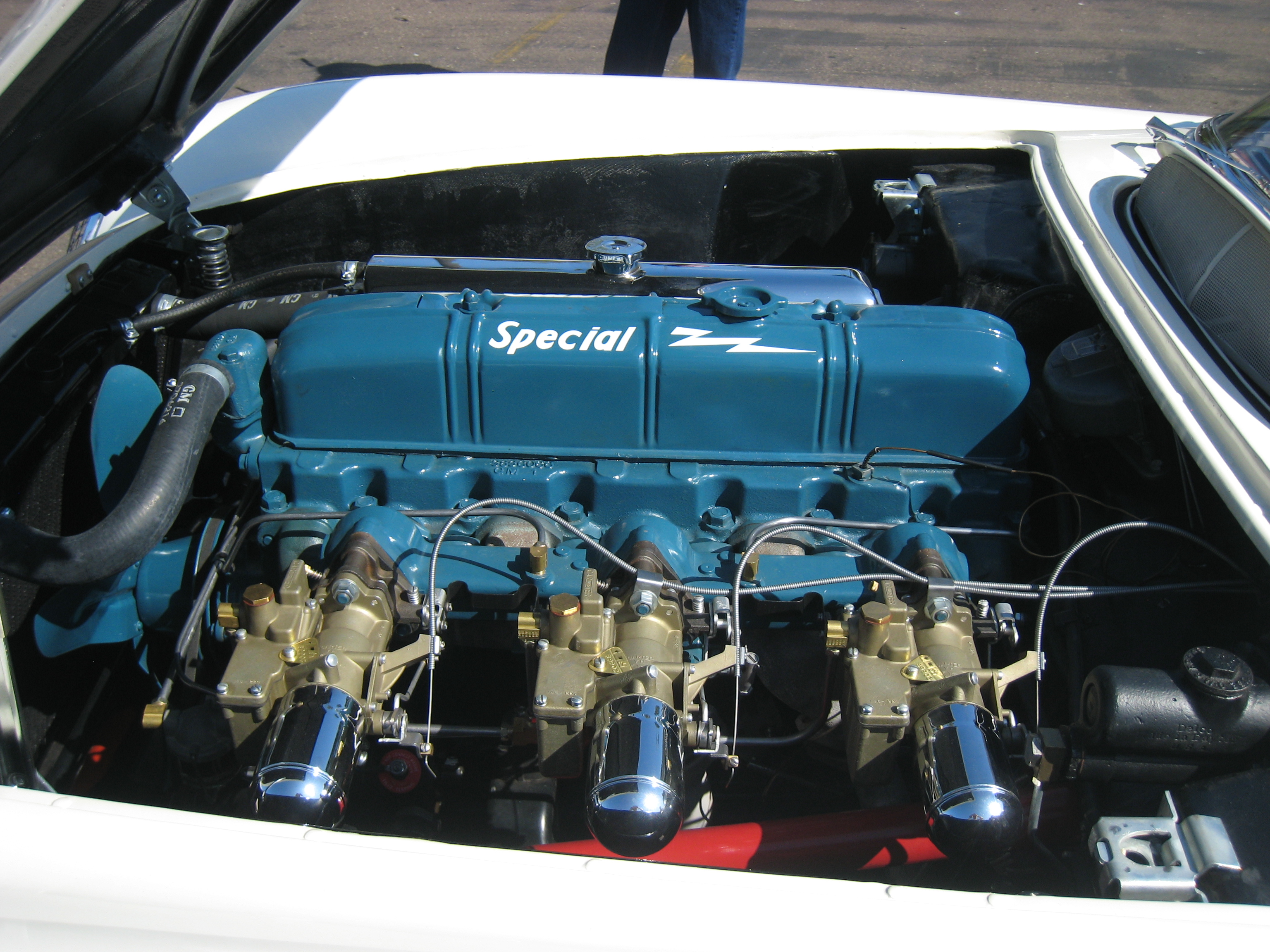
Moteur Chevrolet 6 cylindres en ligne « Blue Flame Six ».

Elle est initialement propulsée par un moteur 6 cylindres en ligne « Blue Flame Six » de 3,9 L, similaire au moteur 235 qui propulsait tous les autres modèles de voitures Chevrolet, mais avec un taux de compression plus élevé, trois carburateurs à tirage latéral Carter, des poussoirs mécaniques, et un arbre à cames à portance plus élevée. La puissance était de 150 ch (110 kilowatts) avec un temps d'accélération de 0 à 100 km/h en 11,5 s. Une boîte automatique Powerglide à deux rapports a été utilisée, car il n'y avait alors aucune transmission manuelle disponible pour des Chevrolet d'une puissance de 150 ch.

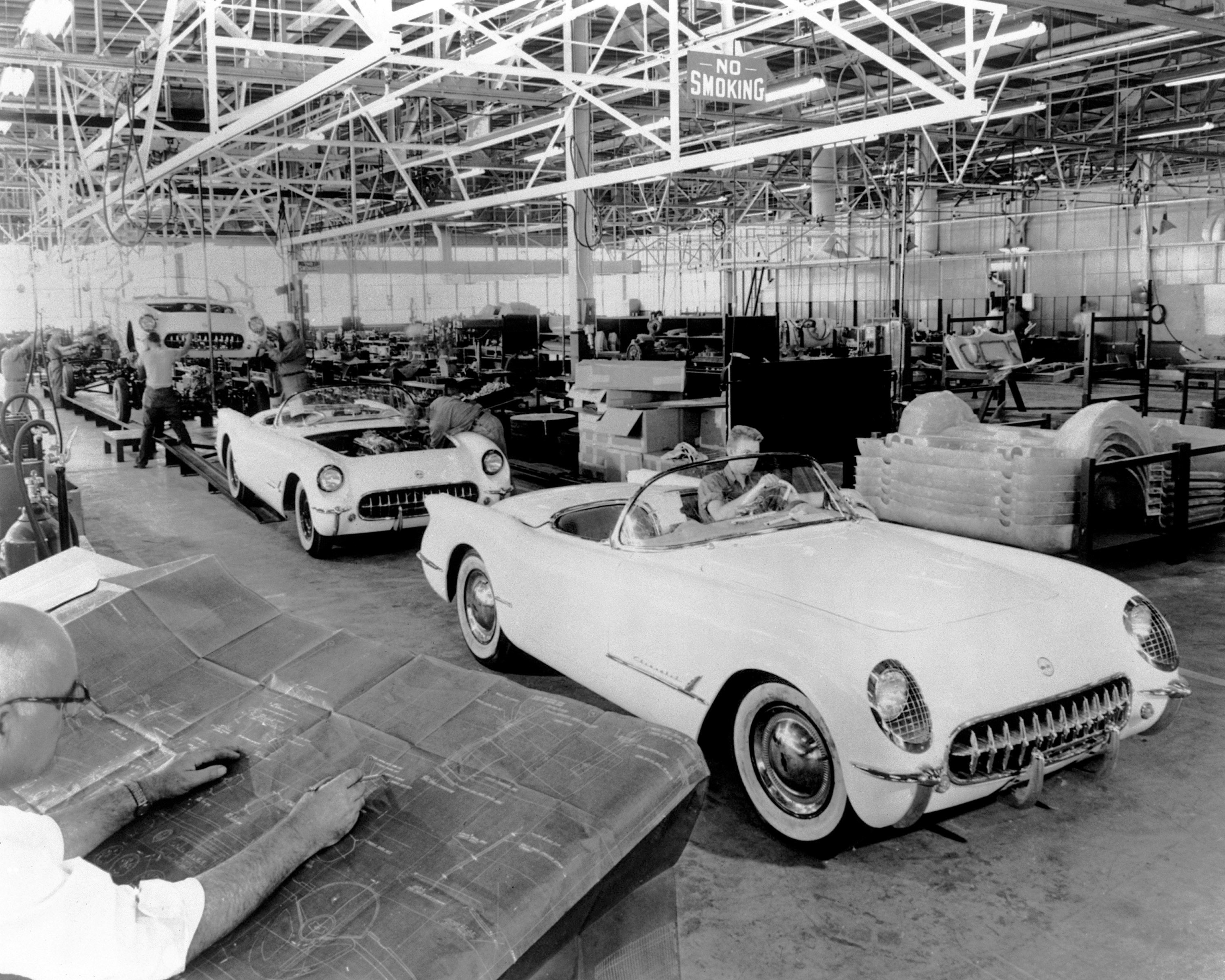
Production à Flint (Michigan)

Au cours du dernier semestre de 1953, 300 Corvettes ont été fabriquées artisanalement à la main sur une chaîne de montage de fortune installée dans une ancienne usine de camions à Flint (Michigan), tandis qu'une usine était en construction pour un cycle de production à grande échelle pour 1954. La carrosserie extérieur était en matière plastique renforcée en fibres de verre révolutionnaire à l'époque. Bien que les pénuries ou les quotas d'acier soient parfois mentionnés comme un facteur dans la décision d'utiliser la fibre de verre, aucune preuve n'existe pour étayer cela. Au cours des années civiles 1952 et 1953, Chevrolet a produit près de 2 millions de voitures particulières full-size en acier et le volume de production prévu de 10 000 Corvette pour 1954 n'était qu'une petite fraction de ce volume.
Ellis James Premo, ingénieur en carrosserie de la Corvette, a présenté un document à la Society of Automotive Engineers en 1954 concernant le développement de la carrosserie. Plusieurs extraits mettent en évidence certains des points clés du choix du matériau de carrosserie :

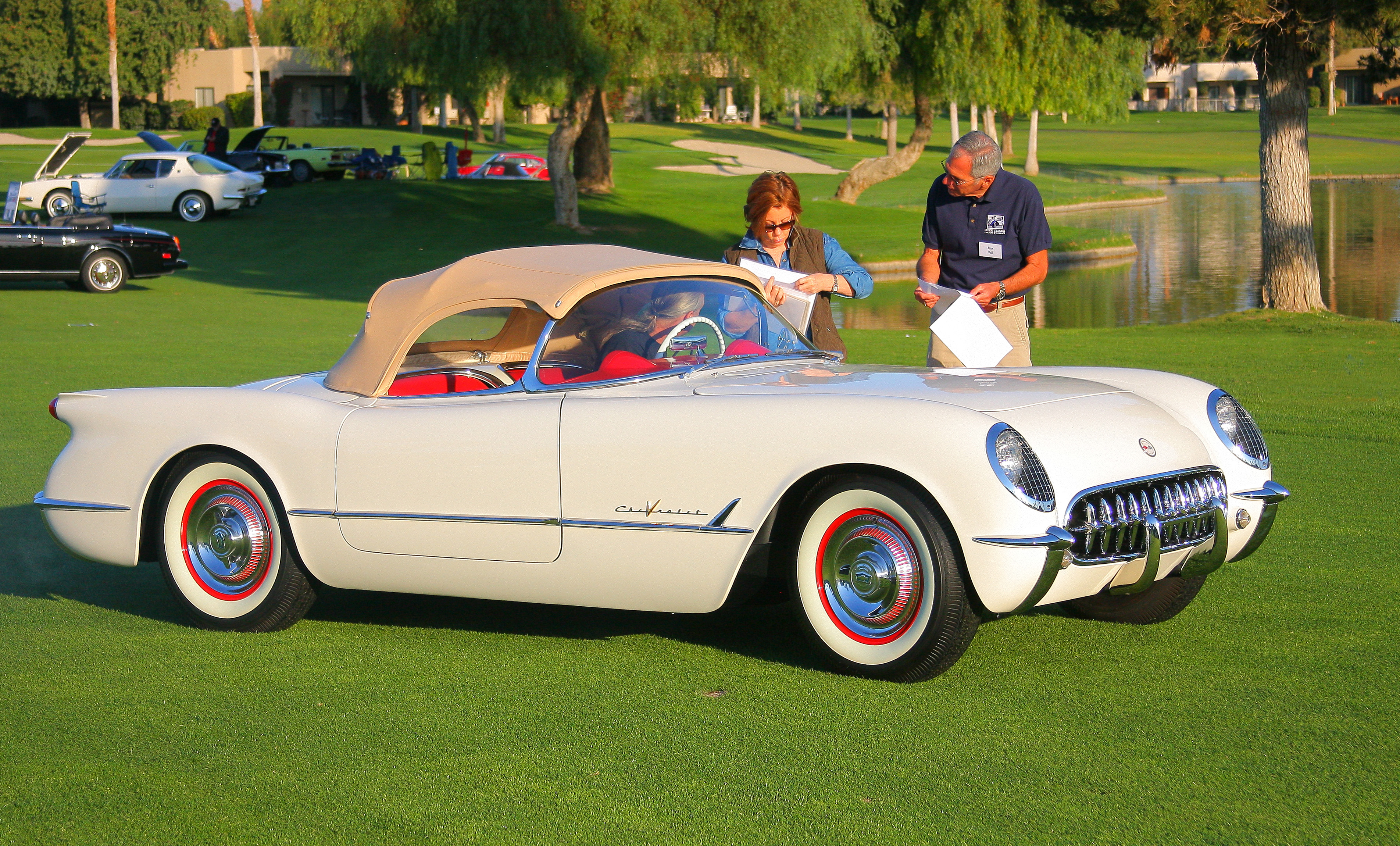

« La carrosserie du modèle d'exposition a été faite de plastique renforcé à titre purement expéditif pour faire le travail rapidement.
Bien que nous allions de l'avant avec la construction d'une carrosserie en plastique expérimentale afin de faire rouler une voiture pour les travaux de développement de châssis - au moment du salon Waldorf, nous nous concentrions en fait, sur le plan de la conception de la carrosserie, sur une carrosserie en acier utilisant les outils Kirksite pour la production prévue de 10 000 unités au cours de l'année modèle 1954. C'est un peu plus tard que nous avons décidé de produire cette quantité en plastique renforcé.
À cette époque, certains doutes ont été exprimés quant à la construction du modèle d'acier de 1954. Les gens semblaient être captivés par l'idée de la carrosserie plastique en fibre de verre. En outre, les informations que nous a fournies l'industrie du plastique renforcé semblent indiquer la possibilité de fabriquer à grande échelle des pièces de carrosserie en plastique pour automobiles. »

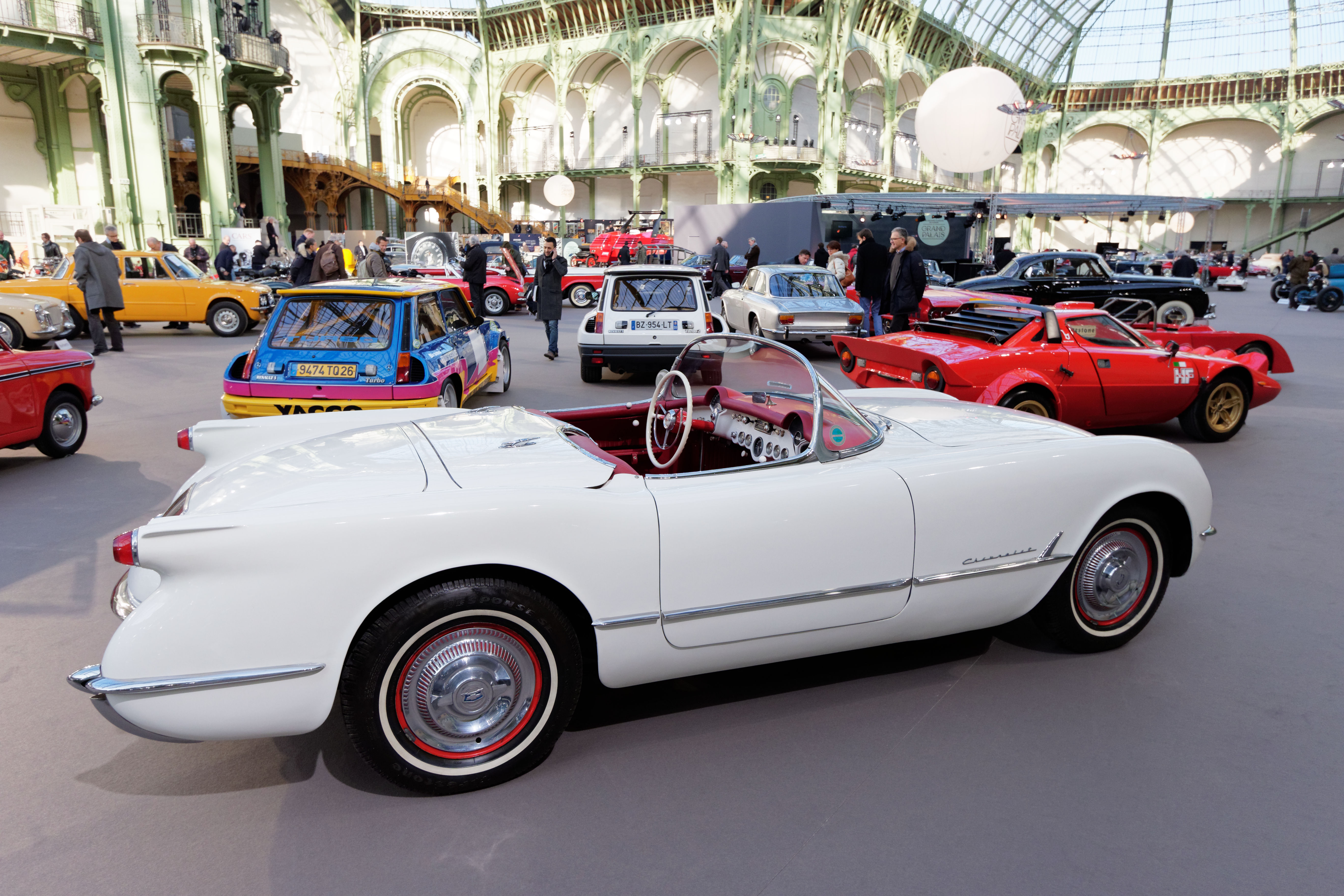

Un pare-brise incliné à 55 degrés était en verre de sécurité, tandis que le support de plaque d'immatriculation était en retrait dans le coffre, recouvert d'une fenêtre en plastique. Sous le nouveau matériau de la carrosserie se trouvaient des composants standard de la gamme de voitures ordinaires de Chevrolet, y compris le moteur six cylindres en ligne « Blue Flame », la transmission automatique Powerglide à deux rapports et les freins à tambour. La puissance du moteur, 136 chevaux (101 kW), a cependant été augmentée par rapport à un système Carter à triple carburateur exclusif à la Corvette, mais les performances de la voiture étaient décidément « terne ». Par rapport aux voitures de sport britanniques et italiennes de l'époque, la Corvette n'avait pas de transmission manuelle et nécessitait plus d'efforts pour s'arrêter, mais comme leur compétition britannique, comme Morgan, n'était pas équipée de fenêtres enroulables, cela devrait attendre un certain temps dans l'année modèle 1956. Un compresseur centrifuge Paxton est devenu disponible en 1954 en tant qu'option installée par le concessionnaire, améliorant considérablement les performances en ligne droite de la Corvette, mais les ventes ont continué de baisser.

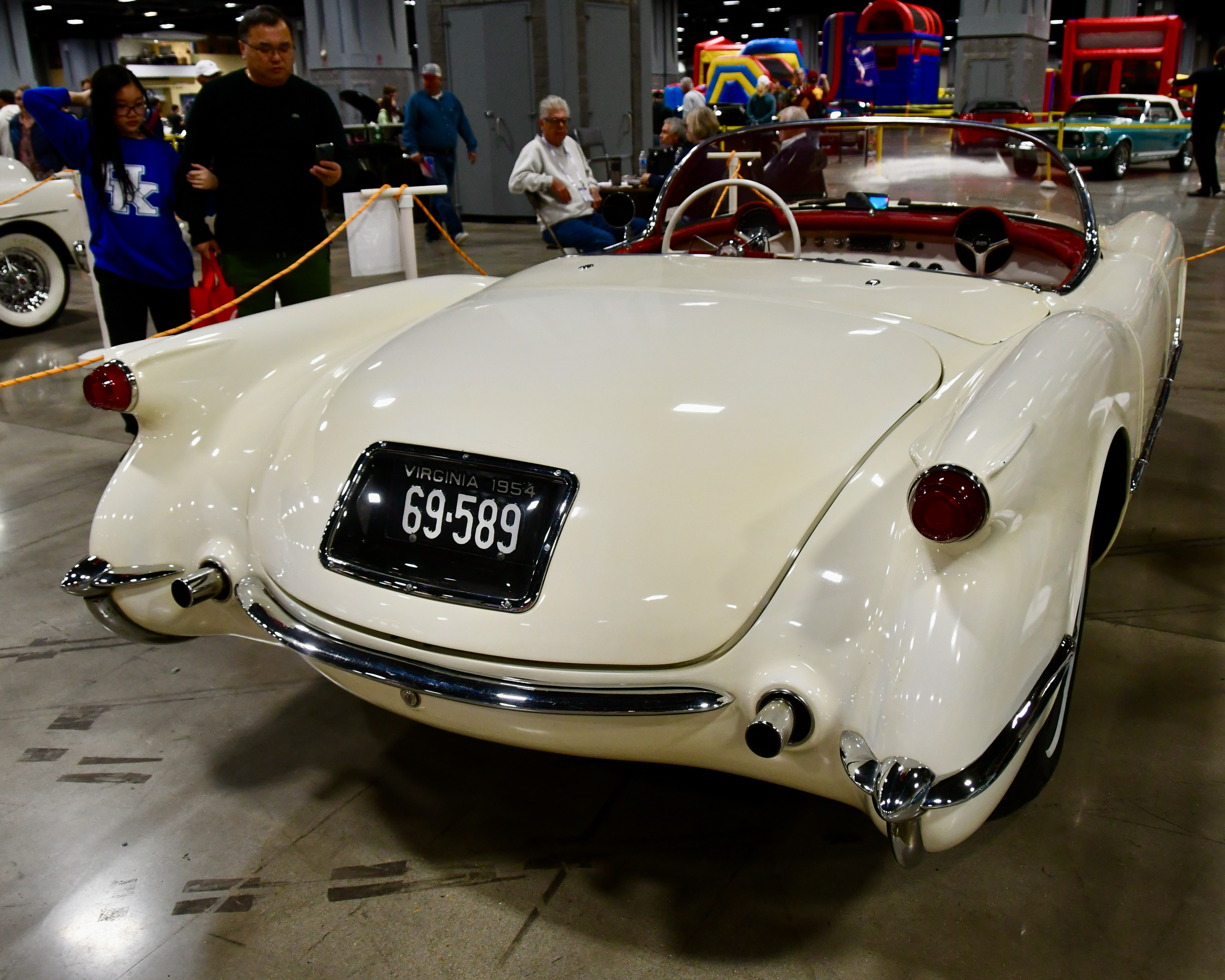

La division Chevrolet était la marque d'entrée de gamme de GM. Les directeurs de GM envisageaient sérieusement de suspendre le projet, laissant la Corvette être à peine plus qu'une note de bas de page dans l'histoire de l'automobile, et l'auraient fait sans trois événements importants. Le premier a été l'introduction en 1955 du premier moteur V8 small-block Chevrolet depuis 1919. Vers la fin de l'année modèle, le nouveau petit bloc 265 de 195 chevaux (145 kW) est devenu disponible avec une transmission automatique Powerglide, jusqu'au milieu de l'année de production lorsqu'une boîte manuelle à 3 rapports est devenue disponible, couplée à un rapport d'essieu de 3,55:1, le seul proposé. Le moteur était équipé d'un seul carburateur Carter 2218S ou 2351S WCFB à quatre starter. La combinaison a transformé la « Corvette plutôt anémique en une artiste crédible sinon exceptionnelle ». La seconde était l'influence d'un émigré russe dans le département d'ingénierie de GM, Zora Arkus-Duntov (en), surnommé « père de la Corvette ». Le troisième facteur dans la survie de la Corvette a été la commercialisation par Ford des Ford Thunderbird I roadster de 1955, qui n'a pas été présentée comme une voiture de sport, mais comme une « voiture de luxe personnelle ». Même ainsi, la rivalité Ford-Chevrolet à cette époque exigeait que GM ne semble pas reculer devant le défi. Le concept original de l'emblème de la Corvette incorporait un drapeau américain dans la conception, mais a été modifié bien avant la production, car l'association du drapeau à un produit était mal vue.

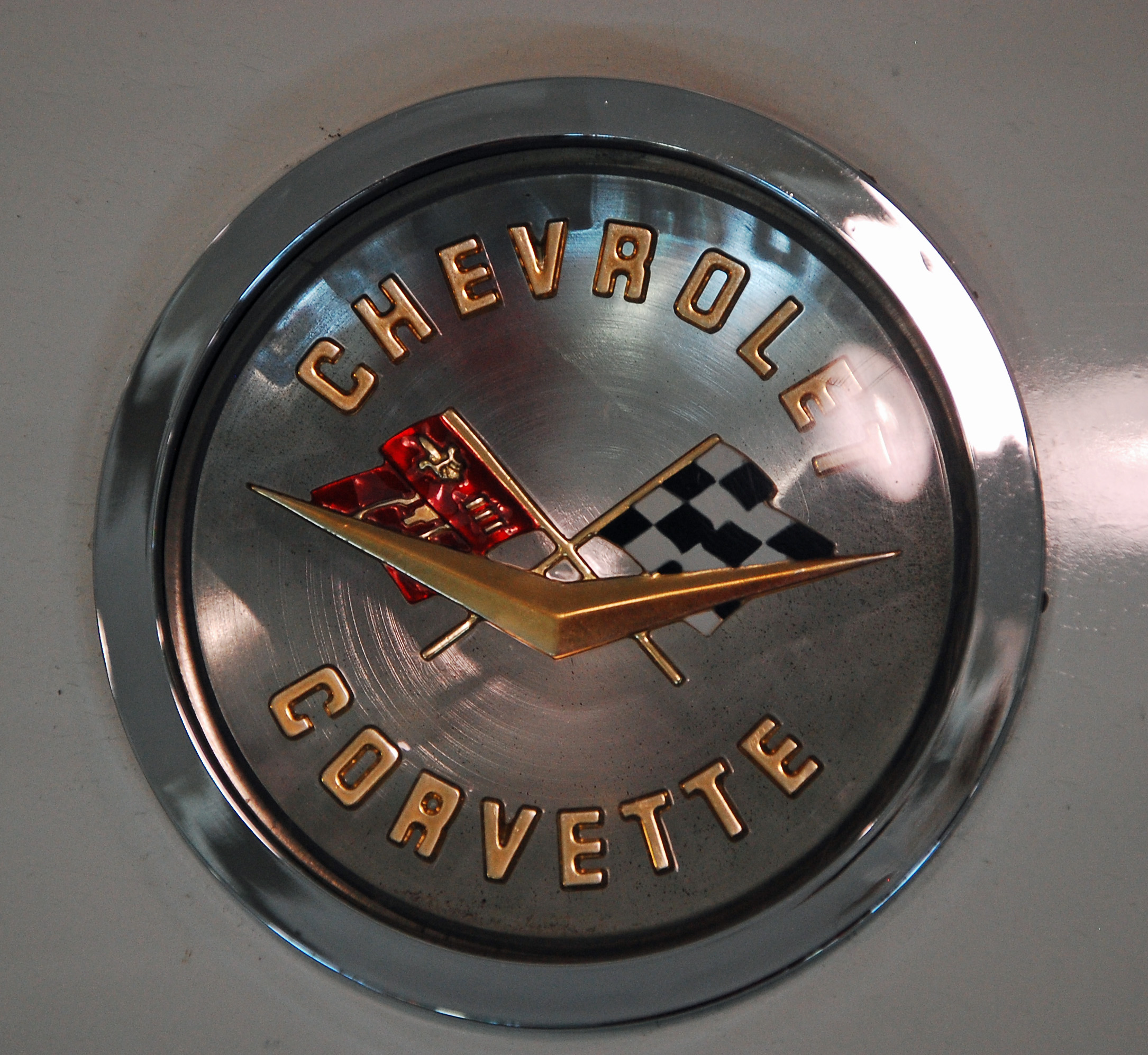
Logo sur le thème de la performance

La voiture peut être commandée en 1955 avec le 6-cylindres en ligne ou un small-block V8 de 4,3 L de 195 ch qui évoluera au cours des années jusqu'à 5,4 L (327 ci) pour 360 ch. Une boîte manuelle à trois rapports est proposée, fin 1955, pour les modèles équipés du V8, qui furent produits uniquement à 700 exemplaires en V8 (265 ci). À partir de 1956, le 6-cylindres est abandonné et seule la motorisation V8 est proposée avec un 283 ci. La C1 est entièrement relookée en 1956, puis en 1958 avec deux doubles phares à l'avant, puis avec un nouvel arrière à partir de 1960.

## 1953-1955

### 1953

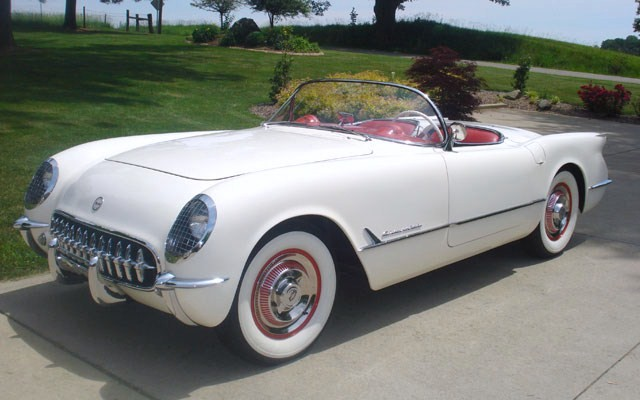
1953, première année de production en série

L'année modèle 1953 n'était pas seulement la première année de production de la Corvette, mais à 300 exemplaires, c'était aussi la Corvette à plus faible volume. Les voitures étaient essentiellement fabriquées artisanalement et les techniques ont évolué au cours du cycle de production, de sorte que chaque Corvette de 1953 est légèrement différente. Tous les modèles de 1953 avaient des extérieurs « Polo White », des intérieurs rouges et des toits souples en toile noire. Les guides de commande montraient les radiateurs et les autoradios AM en option, mais tous les modèles de 1953 étaient équipés des deux. Plus de deux cents Corvettes de 1953 existent aujourd'hui. Elles avaient une suspension avant indépendante, mais comportaient un essieu rigide soutenu par des ressorts à lames longitudinales à l'arrière. Le coût des premières Corvette de production en 1953 était de 3 490 $.
La qualité de la carrosserie en fibre de verre ainsi que son ajustement et sa finition faisaient défaut. D'autres problèmes, tels que des fuites d'eau et des portes qui pouvaient s'ouvrir pendant que la voiture roulait, ont été signalés comme erreurs les plus graves corrigées dans les unités produites ultérieurement, mais certaines lacunes ont persisté au-delà de l'année inaugurale de la Corvette. En décembre 1953, Chevrolet disposait d'une usine nouvellement équipée à Saint-Louis (Missouri), prête à construire 10 000 Corvettes par an. Cependant, la réaction négative des clients en 1953 et au début de 1954 a fait chuter les ventes.

### 1954

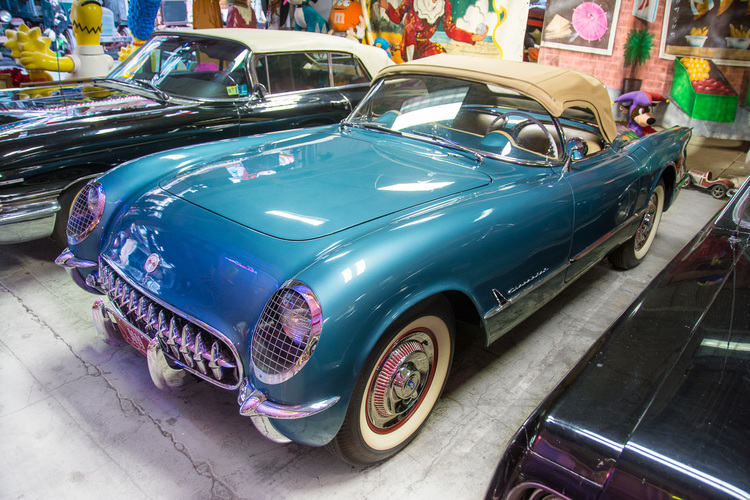
Chevrolet Corvette 1954

En 1954, seulement 3 640 de ce modèle ont été construits et près d'un tiers étaient invendus à la fin de l'année. De nouvelles couleurs étaient disponibles, mais le moteur six cylindres et la Powerglide automatique, le seul moteur et la seule transmission disponibles, n'étaient pas ce que les amateurs de voitures de sport attendaient. En plus de Polo White, les modèles de 1954 ont été peints en Pennant Blue, en Sportsman Red, et en Black. Tous avaient des intérieurs rouges, à l'exception de ceux finis en Pennant Blue qui avaient un intérieur beige et un toit souple en toile beige. Les guides de commande énuméraient plusieurs options, mais toutes les options étaient « obligatoires » et toutes les Corvette de 1954 étaient équipées de la même manière.

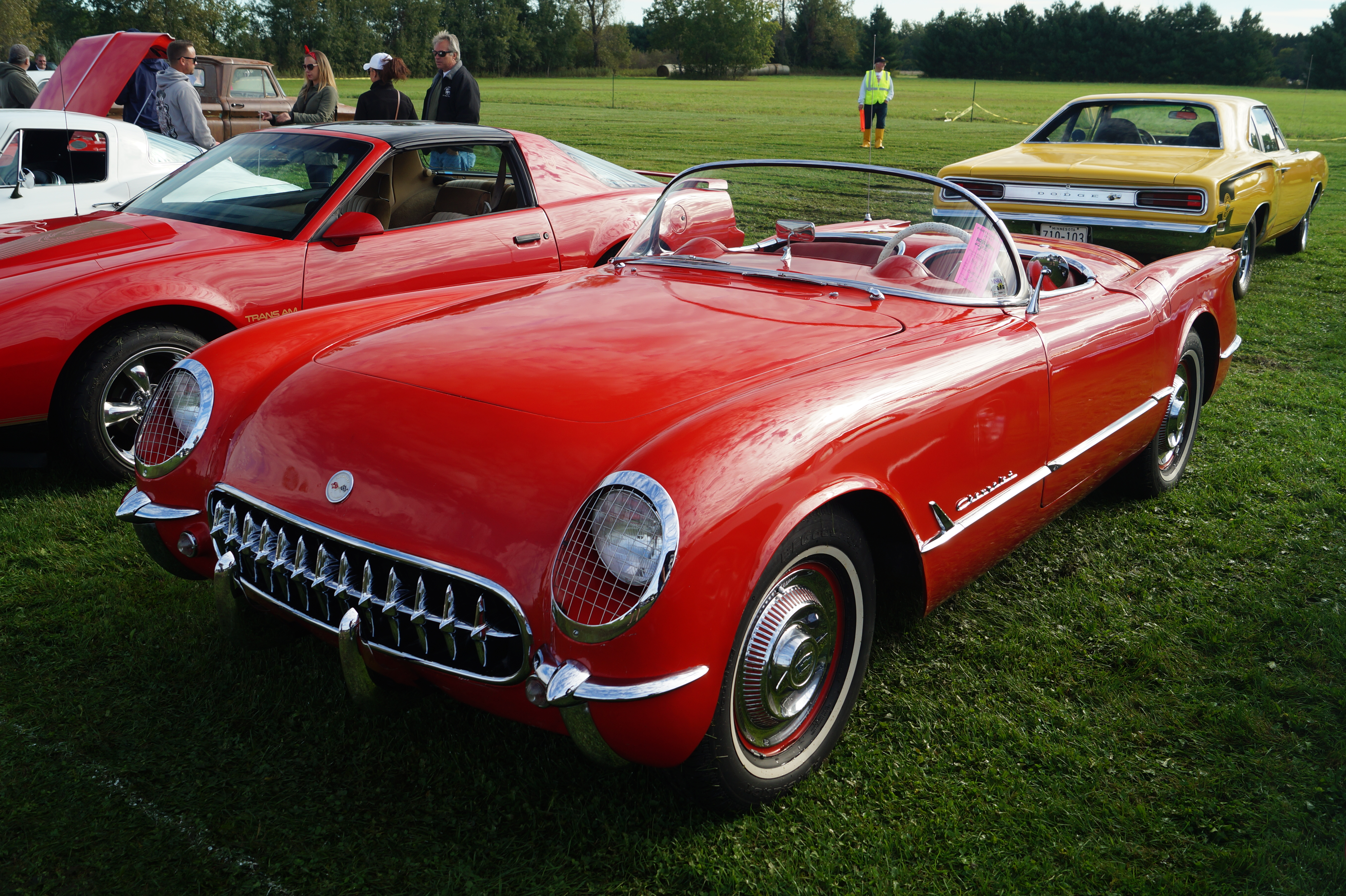
Chevrolet Corvette modèle 1954

Le numéro d'octobre 1954 du magazine Popular Mechanics publie une enquête approfondie auprès des propriétaires de Corvette en Amérique, avec une conclusion surprenante d'opinions par rapport aux voitures de sport étrangères. 36 % des personnes interrogées possédaient une voiture de sport étrangère, et la moitié d'entre elles considéraient la Corvette comme meilleure que leur précédente voiture de sport étrangère. 19 % ont évalué la Corvette comme égale à leur voiture de sport étrangère et 22 % ont évalué la Corvette comme inférieure. Alors que beaucoup étaient satisfaits de la Corvette, ils ne la considéraient pas comme une véritable voiture de sport. La principale plainte des propriétaires interrogés était la tendance de la carrosserie à fuir largement pendant les tempêtes de pluie.

### 1955

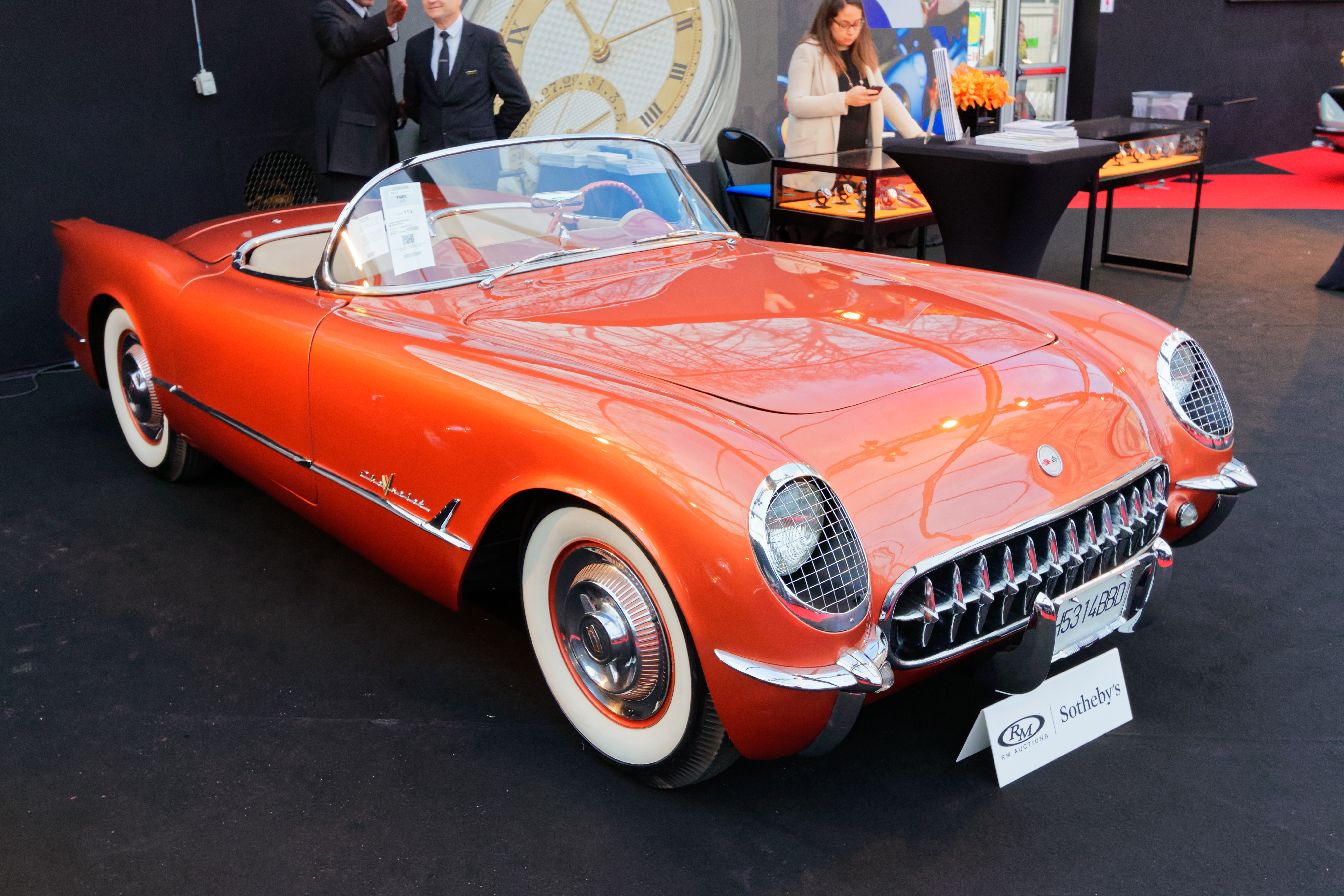
Chevrolet Corvette 1955

GM lance son moteur V8 small-block Chevrolet de 4,34 L de 195 chevaux (145 kW) en 1955, pour motoriser la Corvette. Les premières Corvettes V8 de 1955 sont commercialisées avec la précédente transmission automatique Powerglide à option obligatoire (tout comme les quelques modèles à 6 cylindres construits), avec une nouvelle transmission manuelle à trois rapports plus tard dans l'année pour les modèles V8 uniquement. Les choix de couleurs extérieures ont été étendus à au moins cinq, combinés à au moins quatre couleurs intérieures. Même les tops souples sont disponibles en trois couleurs et en différents matériaux. Malgré tout cela, seules 700 Corvettes de 1955 ont été construites, ce qui la place au deuxième rang après 1953 en termes de rareté. Très peu de modèles six cylindres de 1955 ont été construits, et tous les exemples documentés sont équipés de transmissions automatiques. Le « V » dans l'emblème de la Corvette a été agrandi et de couleur or, ce qui signifie un moteur V8 sous le capot et des systèmes électriques 12 volts, tandis que les modèles à 6 cylindres ont conservé les systèmes 6 volts utilisés en 1953-1954. Estimation d'une option rare: transmission manuelle (75).

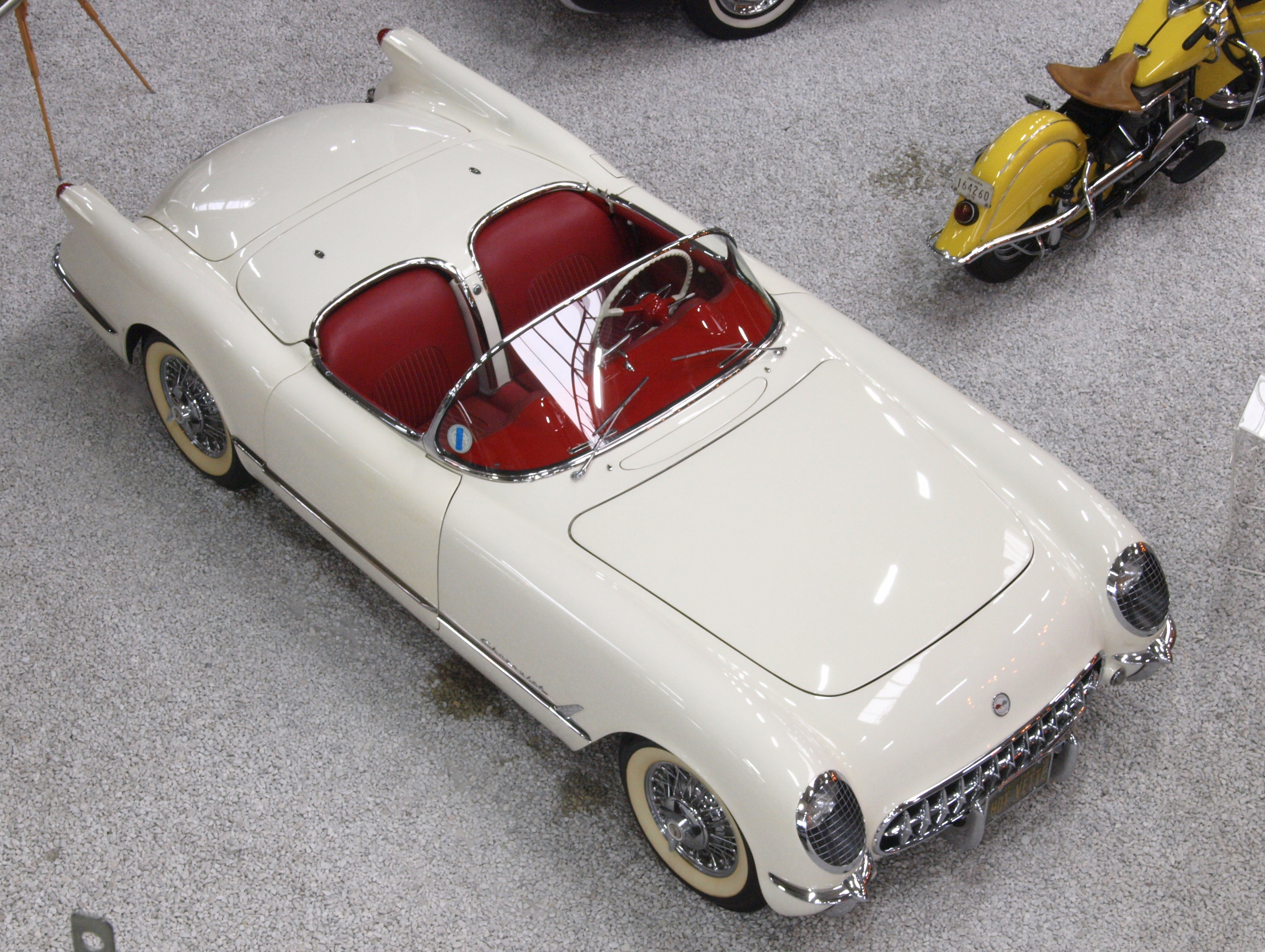

Bien que ne faisant pas partie du projet Corvette d'origine, Zora Arkus-Duntov (en) était responsable de l'ajout du moteur V8 et de la boîte manuelle à trois vitesses. Duntov a amélioré le marketing et l'image de la voiture et a aidé la voiture à rivaliser avec les nouvelles Ford Thunderbird I et Studebaker Speedster (en) à moteur V8, et a transformé la Corvette de ses performances médiocres en une sportive crédible. En 1956, il est devenu directeur de la conception et du développement de véhicules haute performance pour Chevrolet, ce qui lui à valu le surnom de « père de la Corvette »,.

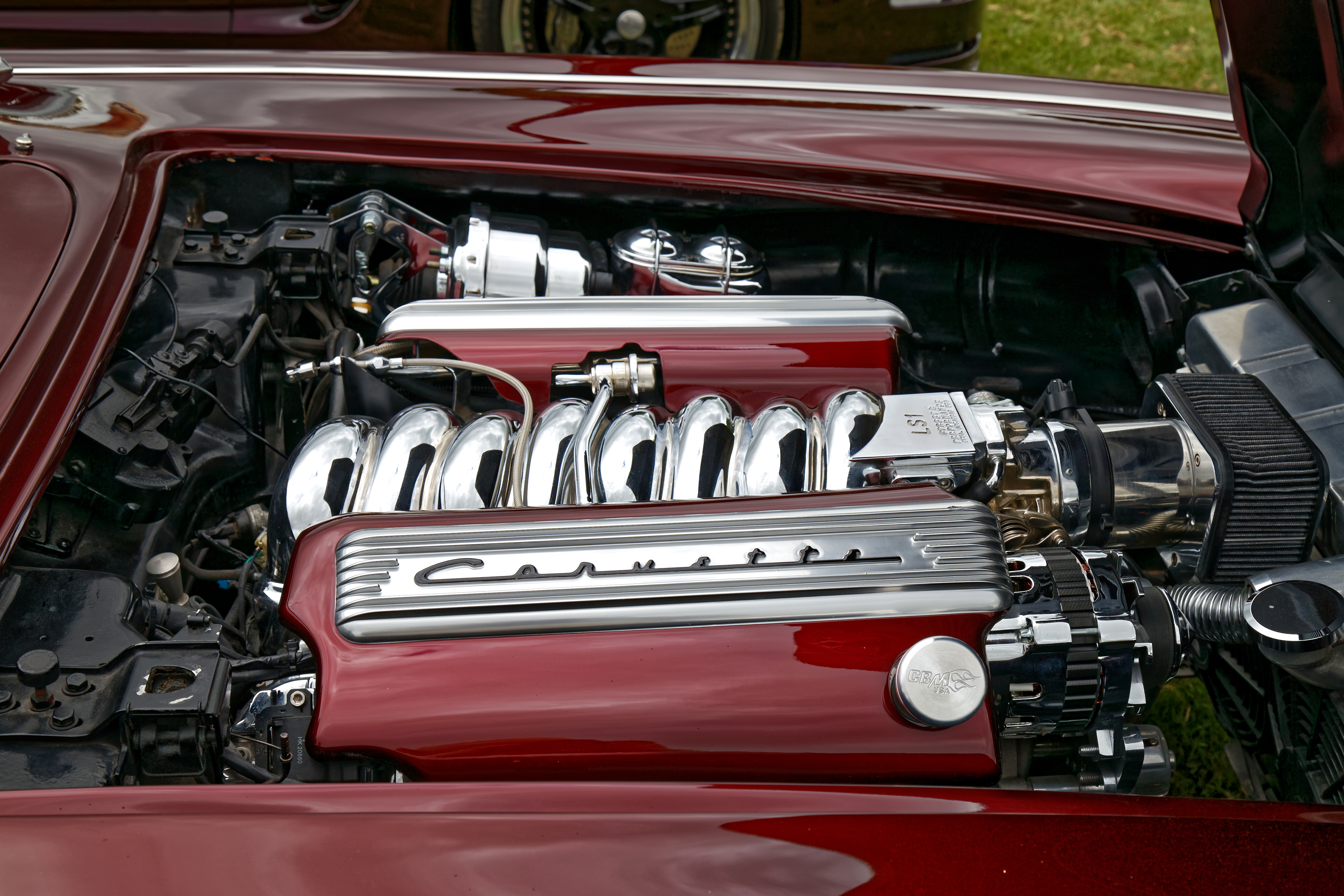
Moteur V8 small-block Chevrolet

Bien que le châssis et la suspension de la Corvette C1 aient été dérivés des voitures full-size de Chevrolet, la même conception de base a été maintenue à travers le modèle de 1962 même après que les voitures full-size aient été complètement repensées pour l'année modèle 1955. Cela était dû aux facteurs combinés des coûts de réingénierie et de réoutillage relativement élevés pour ce véhicule de production à faible volume, au potentiel continu d'annulation de la voiture et à l'augmentation de la taille et du poids de la toute nouvelle conception de suspension pour les voitures full-size, ce qui le rendait impropre à une utilisation dans la Corvette plus légère.

## 1956-1957

### 1956
La Corvette de 1956 présentait une nouvelle carrosserie, avec de véritables fenêtres à enroulement en verre et un toit décapotable plus substantiel. Le moteur 6 cylindres en ligne a été abandonné, ne laissant que le V8 de 4,3 L.

1956 à 1958
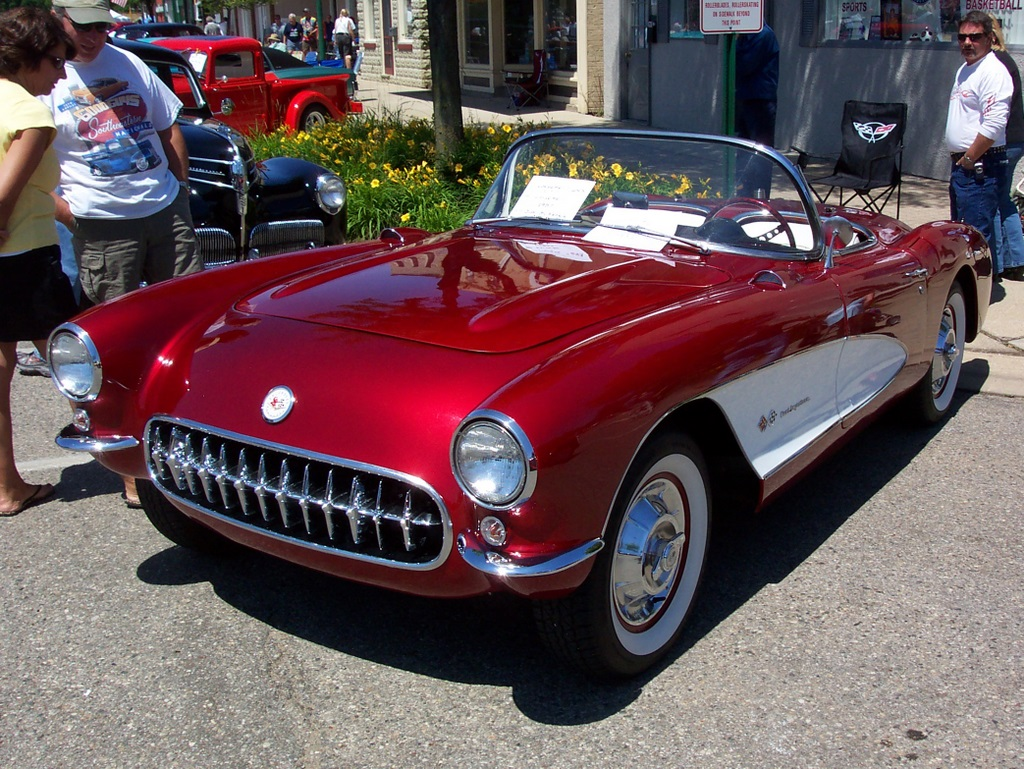
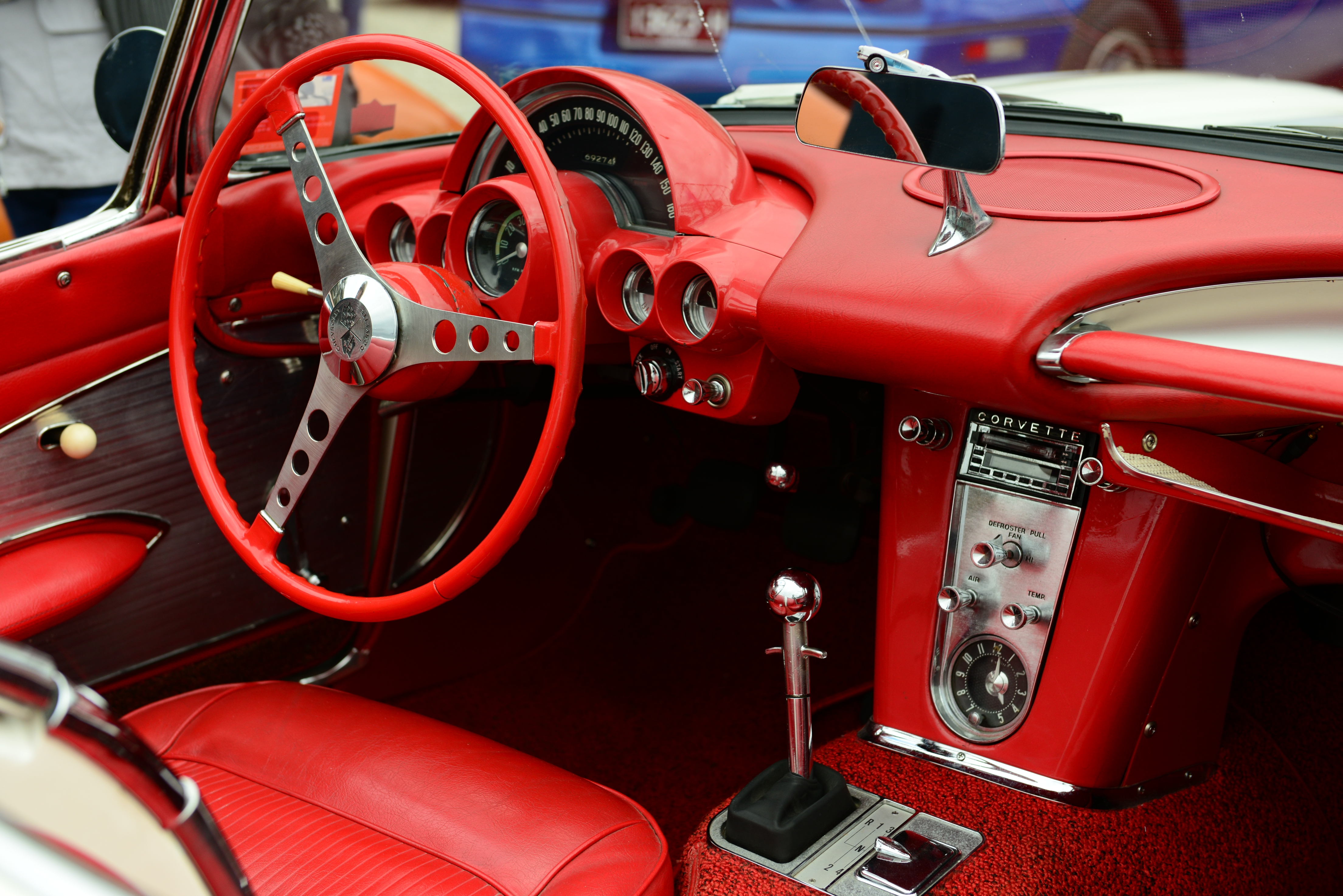
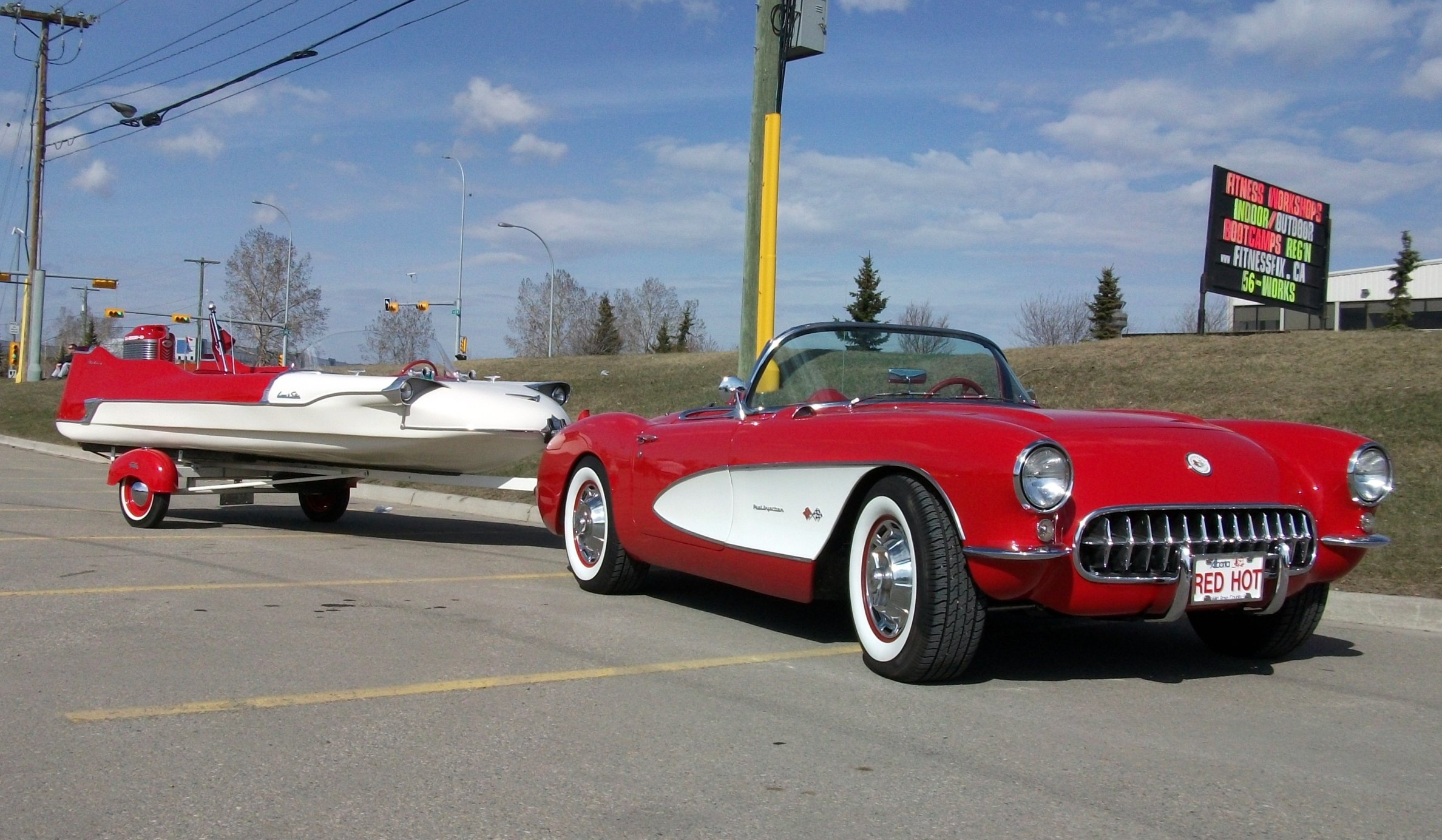
Avec un bateau Lone Star Meteor
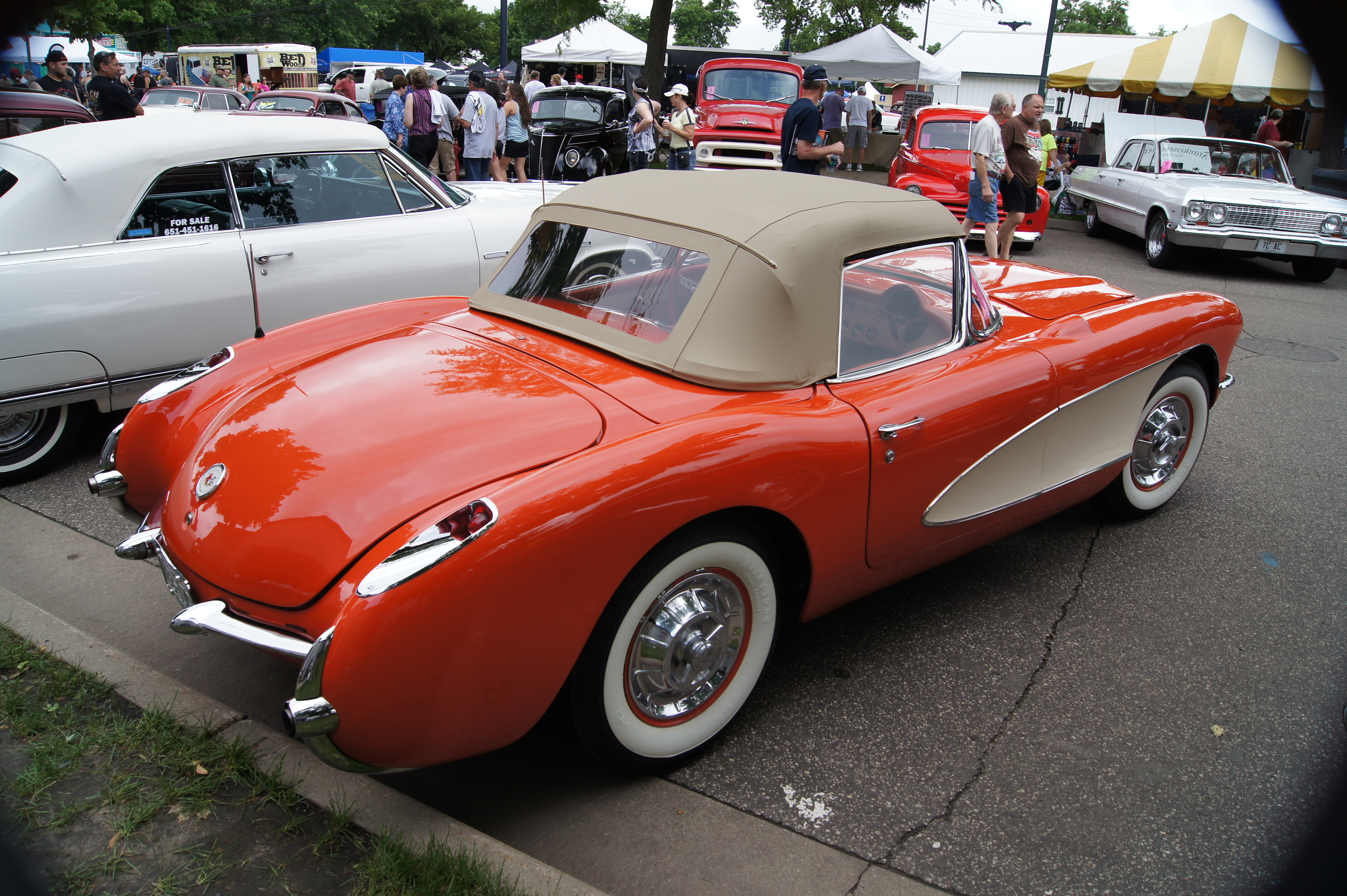

La puissance variait de 210 à 240 ch (157 à 179 kW). La transmission standard est restée la manuelle à 3 vitesses, avec une boîte automatique Powerglide en option. Les autres options comprenaient un toit décapotable à assistance électrique, un toit rigide amovible, des vitres électriques et un autoradio Delco partiellement transistorisé à recherche de signal,. Un arbre à cames haute performance était également disponible (nommé RPO 449) avec le moteur de 240 ch.

### 1957

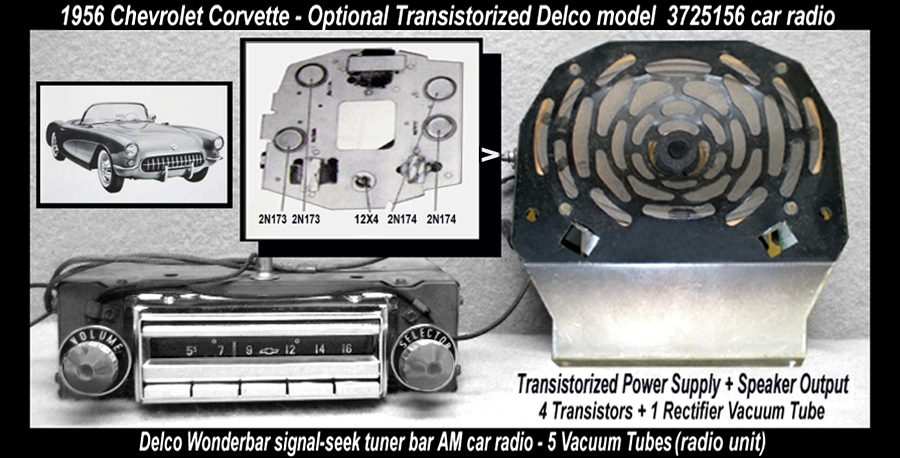
Les options en 1956-57 comprenaient un autoradio doté à la fois de transistor avec une technologie de pointe pour l'époque et d'un tube à vide

Visuellement, le modèle de 1957 est resté inchangé. Le V8 a été augmenté à 4,6 L, l'injection de carburant est devenue une option très coûteuse et une transmission manuelle à 4 vitesses est devenue disponible après le 9 avril 1957. La filiale de Rochester de GM a utilisé un système à débit constant, produisant une puissance de 290 chevaux (216 kW) à 6 200 tr/min et un couple de 393 N m à 4 400 tr/min. Le débat continue de tourbillonner si cela a été sous-estimé par Chevrolet (pour permettre des primes d'assurance inférieures ou donner à la voiture un avantage dans certaines formes de course) plutôt que surestimé, comme c'était la pratique courante à l'époque (pour augmenter les ventes). Quoi qu'il en soit, il a été annoncé qu'il produisait « 1 cheval par pouce cube », ce qui lui a permis de revendiquer l'un des premiers moteurs produits en série à le faire.
Poussé vers la haute performance et la course, principalement par son concepteur, Zora Arkus-Duntov, qui avait couru en Europe, les Corvette de 1957 pouvaient être commandées prêtes à courir avec des options de performances spéciales, telles qu'un package air frais/tachymètre, suspension de course robuste et roues de 15 x 5,5 pouces.
Le volume des ventes était de 3 467, un faible nombre par rapport à tous les standards contemporains et inférieur aux 3 640 de 1954, ce qui en fait la troisième moins vendues de l'histoire de la Corvette. Les modèles à injection de carburant étaient rares, mais 1 040 ont été vendus.

## 1958-1960

### 1958
Les années modèle 1958 à 1964 adoptent un nouveau look avec quatre phares et des grilles proéminentes, mais un capot à fausses persiennes et des lances de coffre chromées étaient uniques en 1958.

1958 à 1960
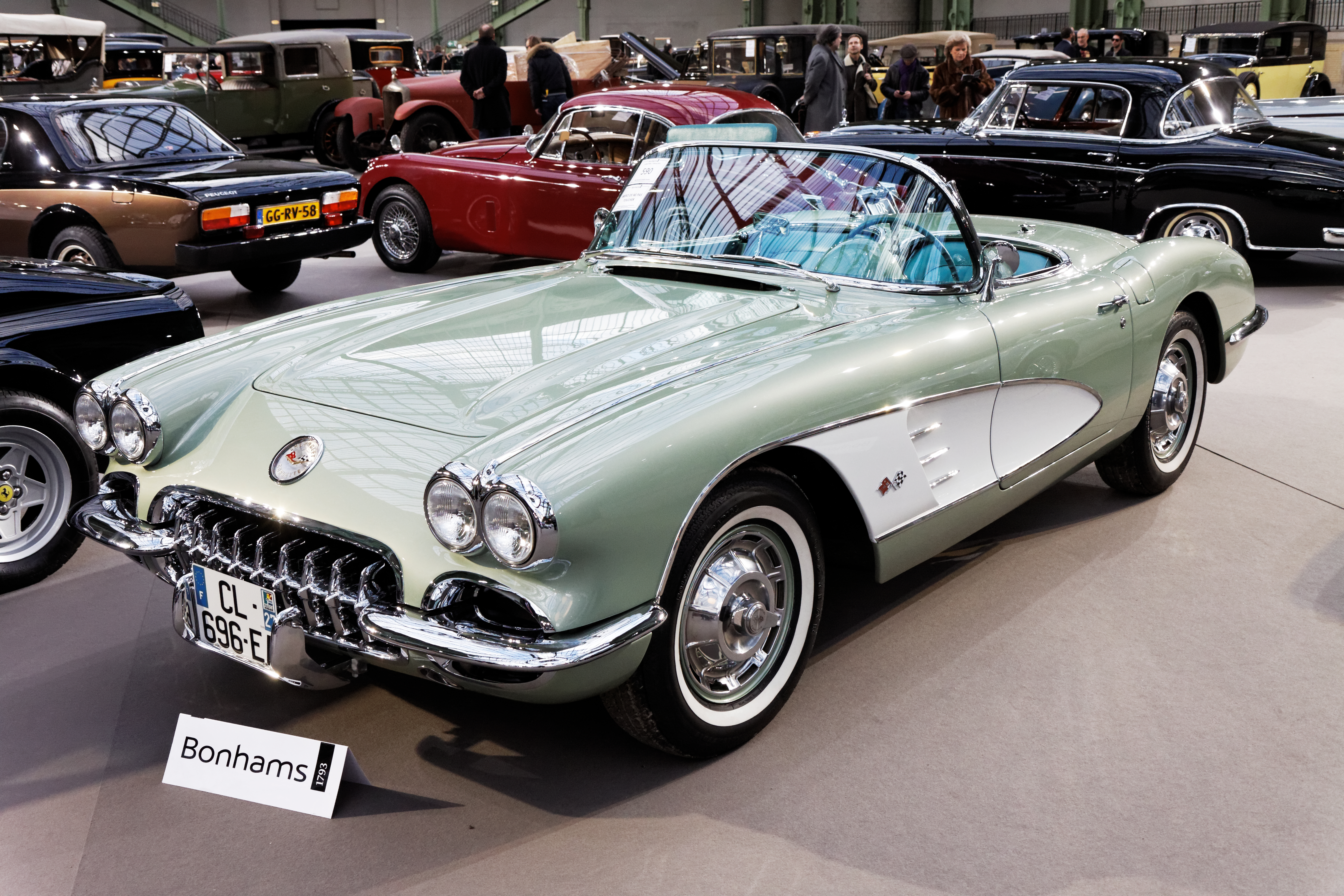
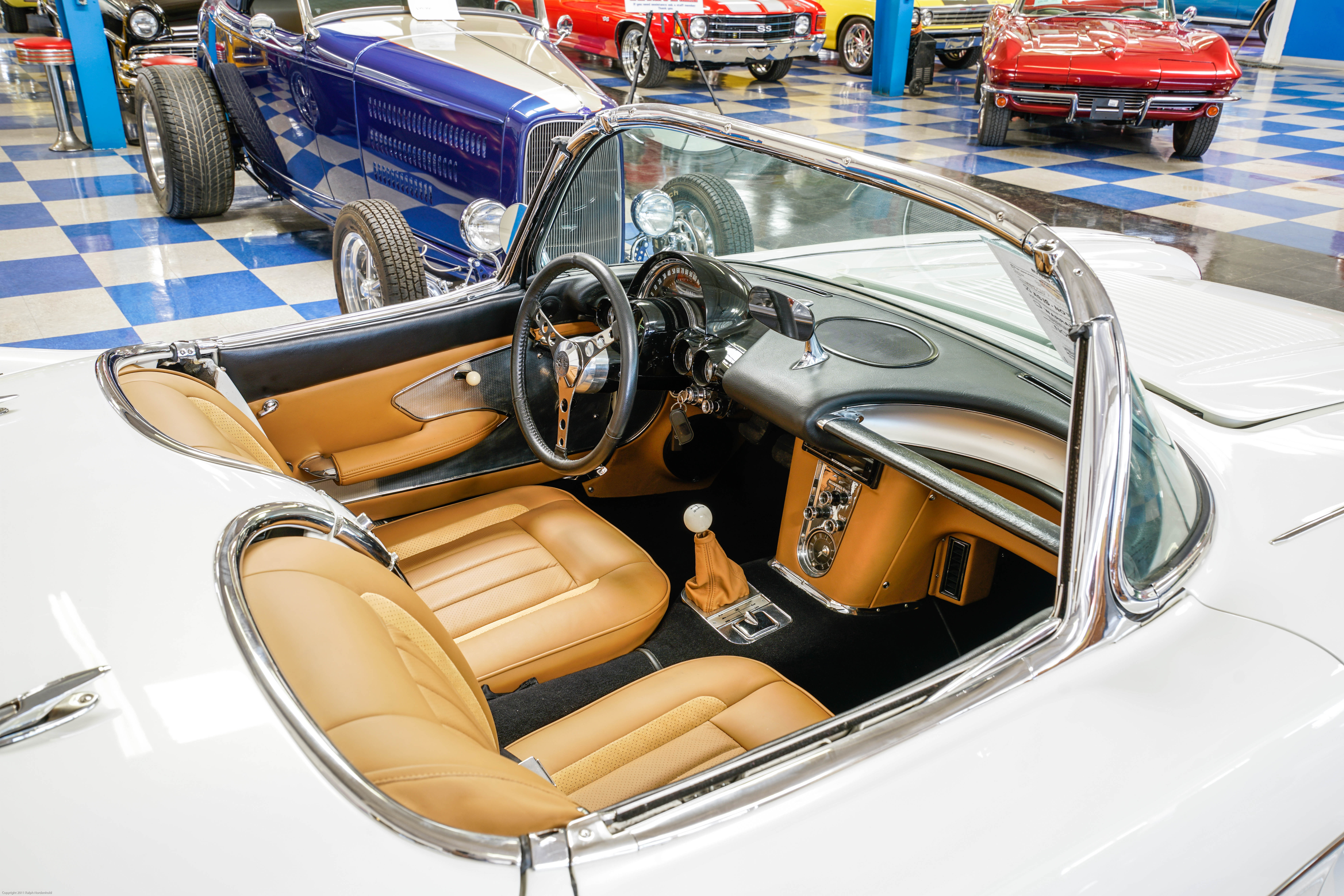
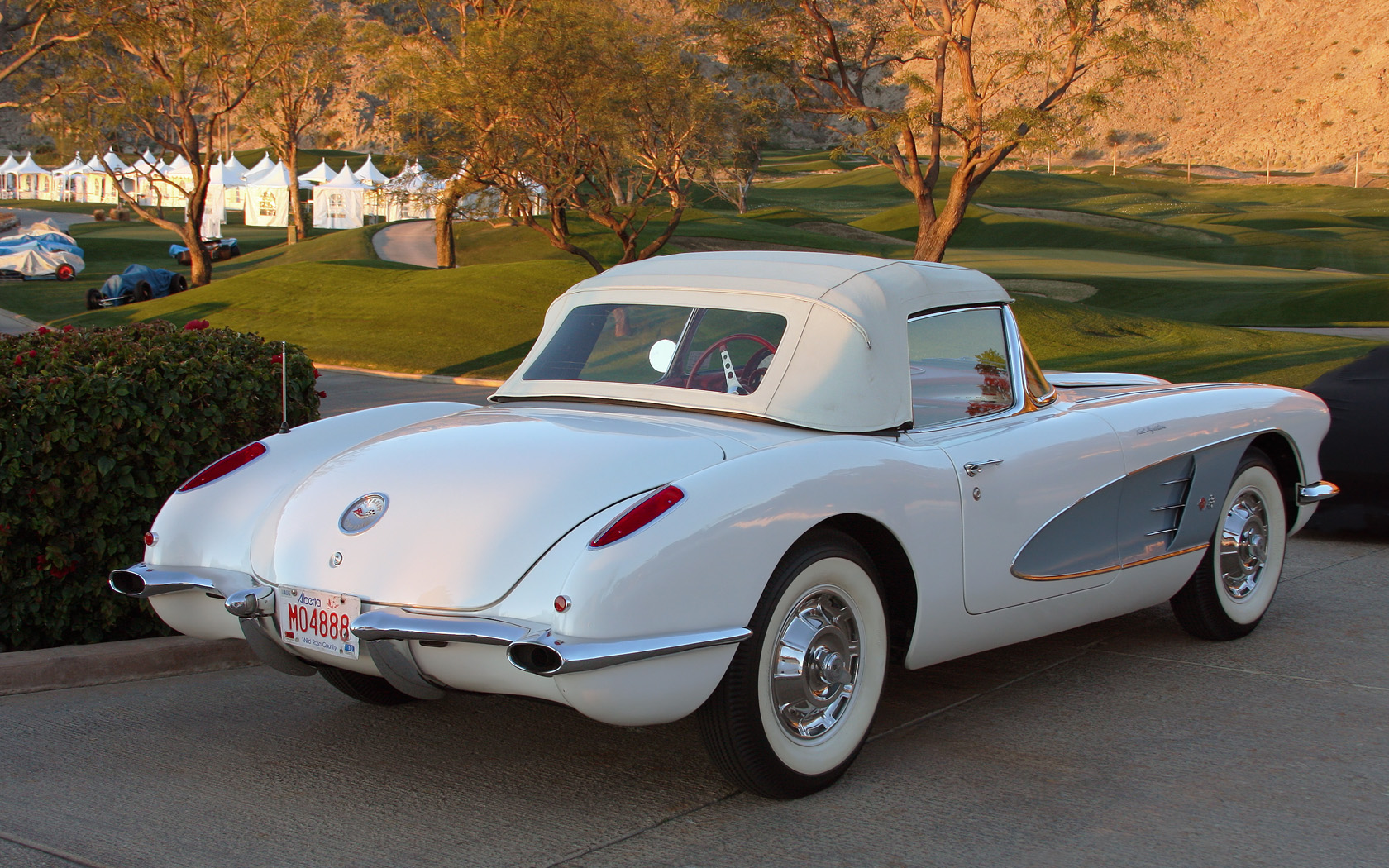

L'intérieur et les instruments ont été mis à jour, notamment en plaçant un tachymètre directement devant le conducteur. Pour le modèle de 1958, un tachymètre à 8 000 tr/min a été utilisé avec les moteurs de 270 ch (200 kW) et 290 ch, plutôt que les unités de 6 000 tr/min utilisées dans les moteurs à puissance inférieure. Les choix de moteurs en option comprenaient deux avec deux carburateurs (dont un modèle de 270 ch avec Carter 2613S et 2614S WCFB à quatre cylindres) et deux avec injection de carburant. La puissance du moteur à injection de carburant le plus élevé était de 290 ch. Le déplacement est resté de 283 cid. Pour la première fois, les ceintures de sécurité ont été installées en usine plutôt que d'être installées par le concessionnaire comme sur les modèles précédents. Les options rares étaient les freins et la suspension RPO 684 (144), le moteur RPO 579 de 250 ch (554), les roues RPO 276 de 15"× 5,5" (404).

### 1959

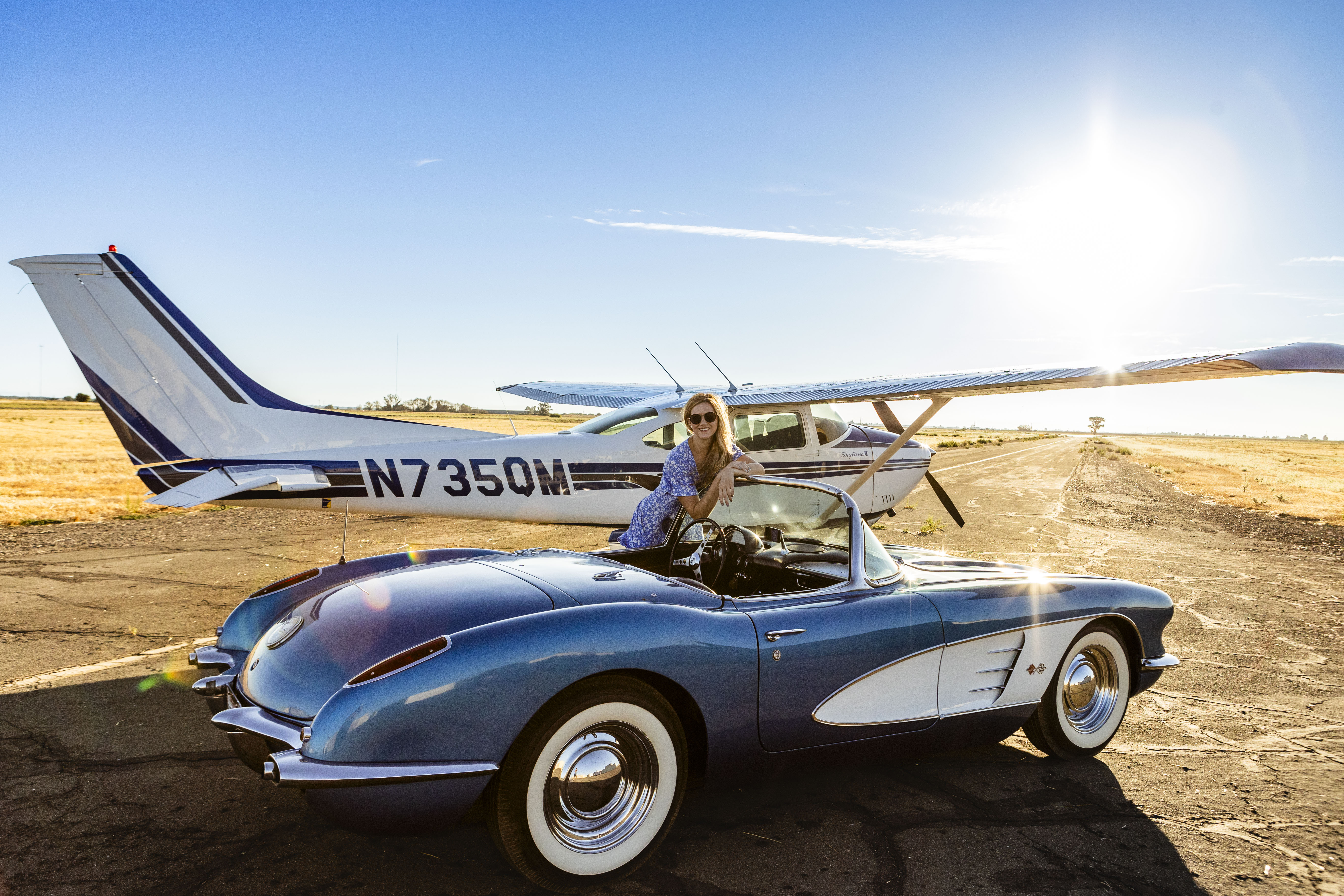

Pour le modèle de 1959, les moteurs et les puissances nominales n'ont pas changé. Les intérieurs ont été légèrement révisés avec différents graphiques d'instruments et l'ajout d'un bac de rangement du côté passager. Un levier de vitesses à verrouillage positif avec poignée en « T » était standard avec une transmission manuelle à 4 rapports. C'était la seule année où une couleur de toit décapotable turquoise pouvait être commandée et tous les modèles avec le réservoir de carburant de 91 litres jusqu'en 1962 ne pouvaient pas être commandés avec les toits convertibles en raison de l'espace insuffisant pour le mécanisme du toit pliant. Options rares: freins et suspensions robustes RPO 684 (142), freins métalliques RPO 686 (333), roues RPO 276 de 15" × 5,5" (214), vitres électriques RPO 426 (547), toit décapotable RPO 473 (661).

### 1960

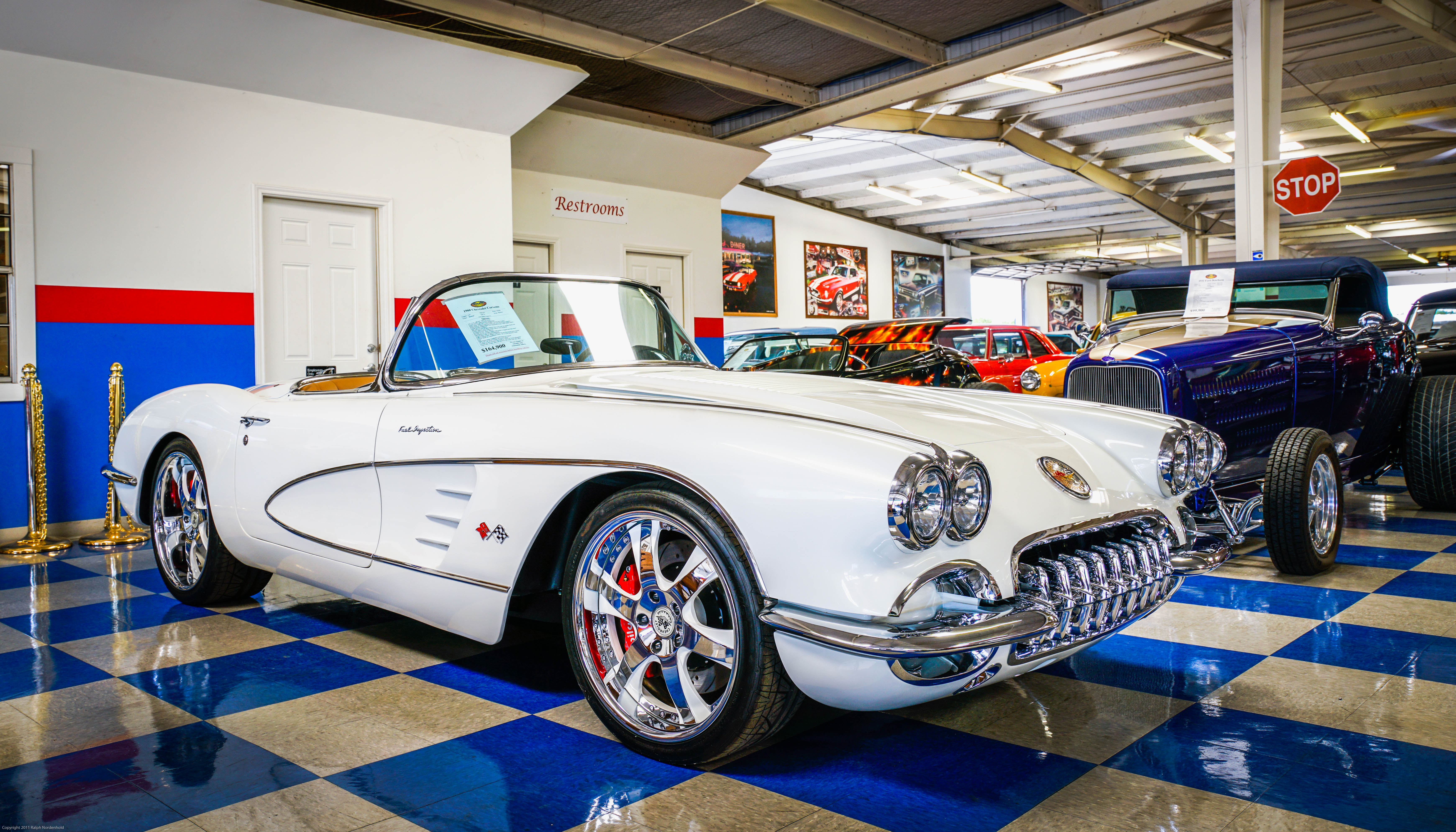
Cabriolet de 1960

Les dernières caractéristiques à apparaître dans les modèles de 1960 comprenaient des feux arrière moulés dans les ailes arrière et des dents de calandre lourdes. Les nouvelles fonctionnalités comprennent des radiateurs en aluminium, mais uniquement avec les moteurs de 270 ch et 290 ch. Pour la première fois également, tous les moteurs à injection de carburant ont nécessité des transmissions manuelles. Le Cascade Green des années 1960 était métallique, unique pour l'année et la couleur la plus rare avec 140 fabriquées. Options rares: moteur RPO 579 de 250 ch (100), freins et suspension RPO 687 (119), roues RPO 276 de 15" × 5,5" (246), toit décapotable RPO 473 (512), vitres électriques RPO 426 (544).

## 1961-1962

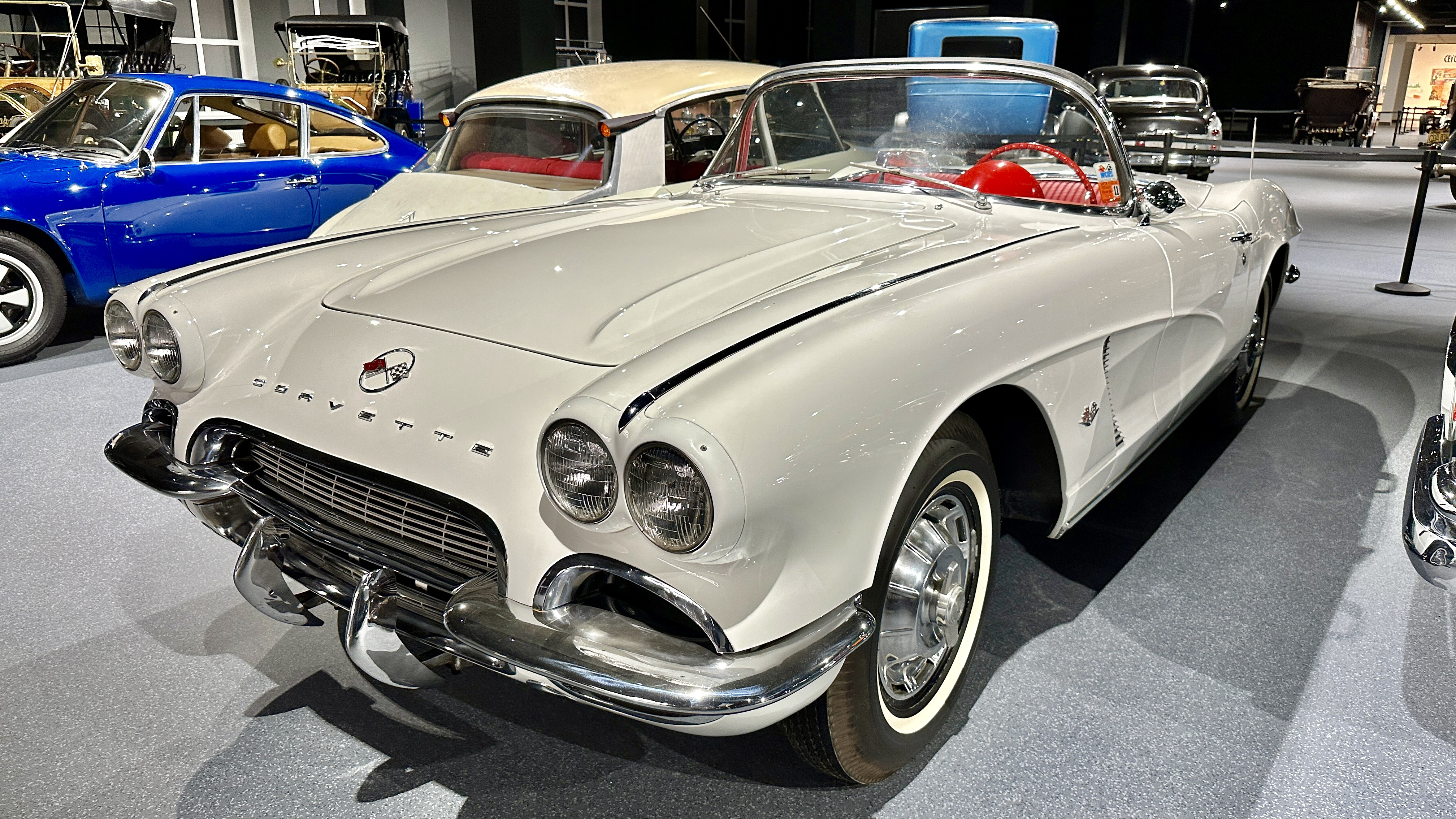

### 1961
Quatre feux arrière sont apparus sur la Corvette de 1961, un traitement qui se poursuit à ce jour. La cylindrée du moteur est restée à 4 638 cm3, mais la puissance a augmenté pour les deux moteurs à injection de carburant à 275 et 315 ch (205 et 235 kW). Les puissances des moteurs à quatre cylindres doubles n'ont pas changé (245 et 270 ch), mais c'était la dernière année de leur disponibilité. C'était la dernière année pour les couleurs de peinture contrastées dans les criques et la dernière Corvette bicolore de tout type jusqu'en 1978. Un nouveau design de queue de bateau a également été utilisé en 1961 sur la C2. Options rares: moteur RPO 353 de 275 ch (118), freins et direction RPO 687 (233), roues RPO 276 de 15" × 5,5" (357), capote RPO 473 (442).

1961 à 1962
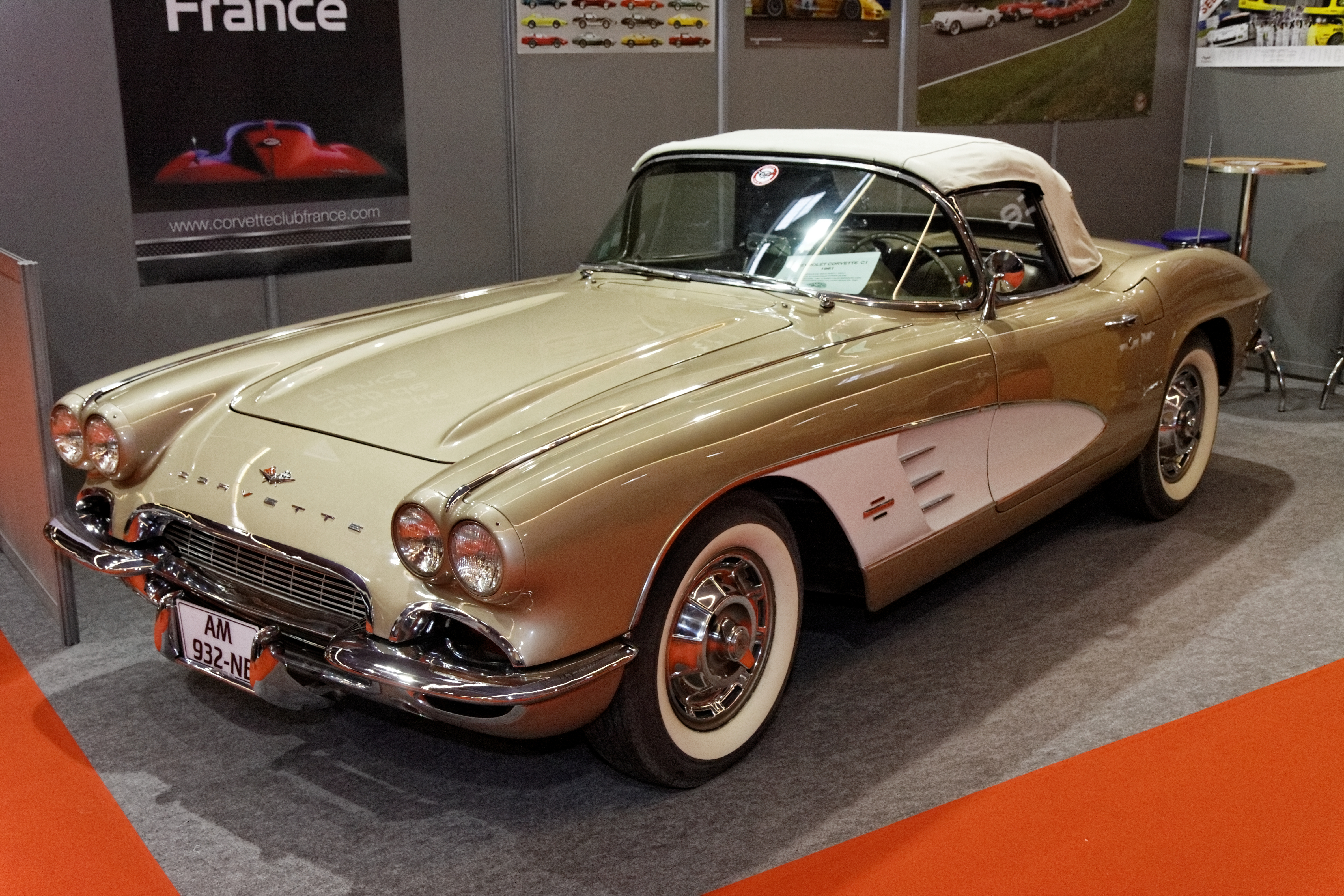
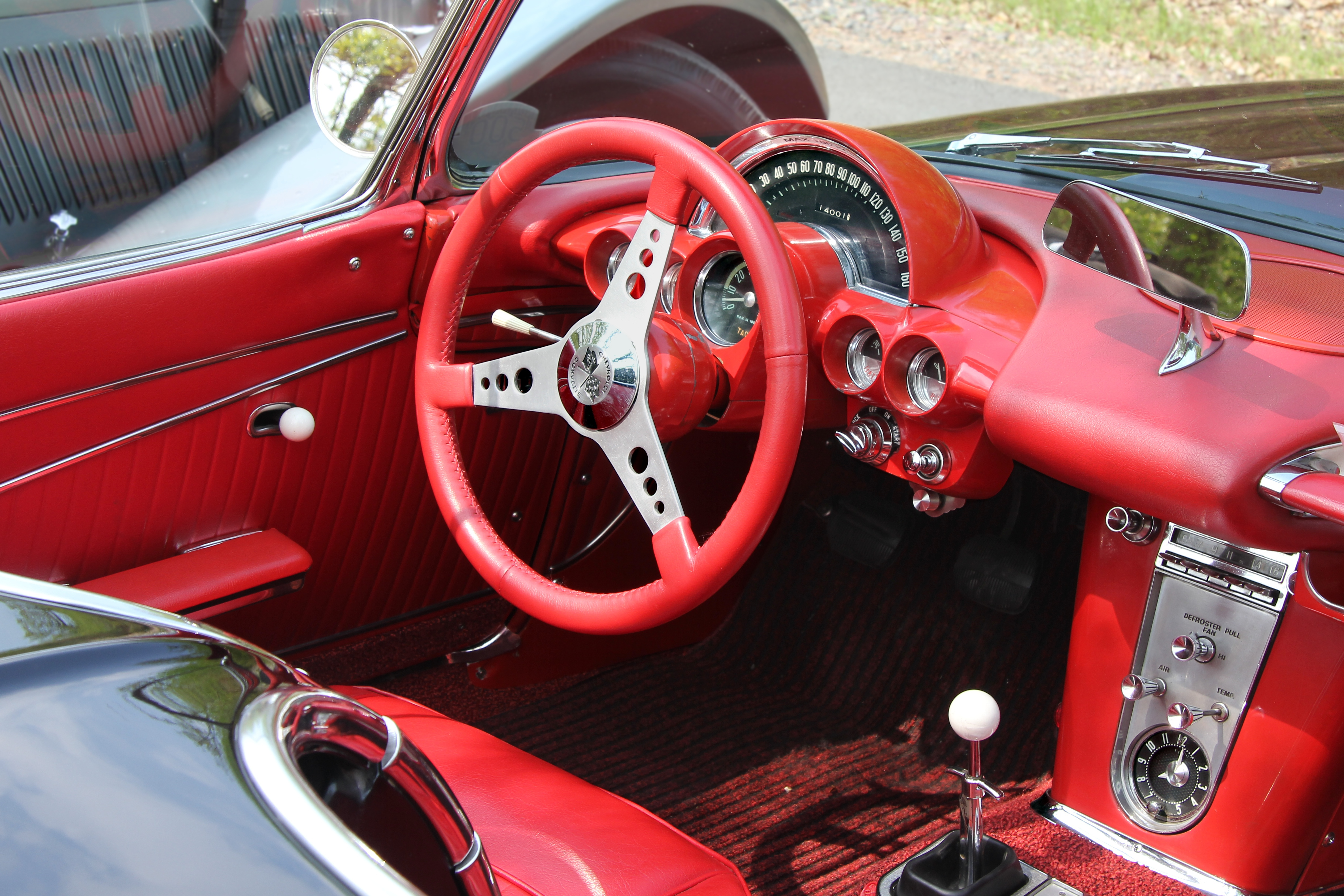
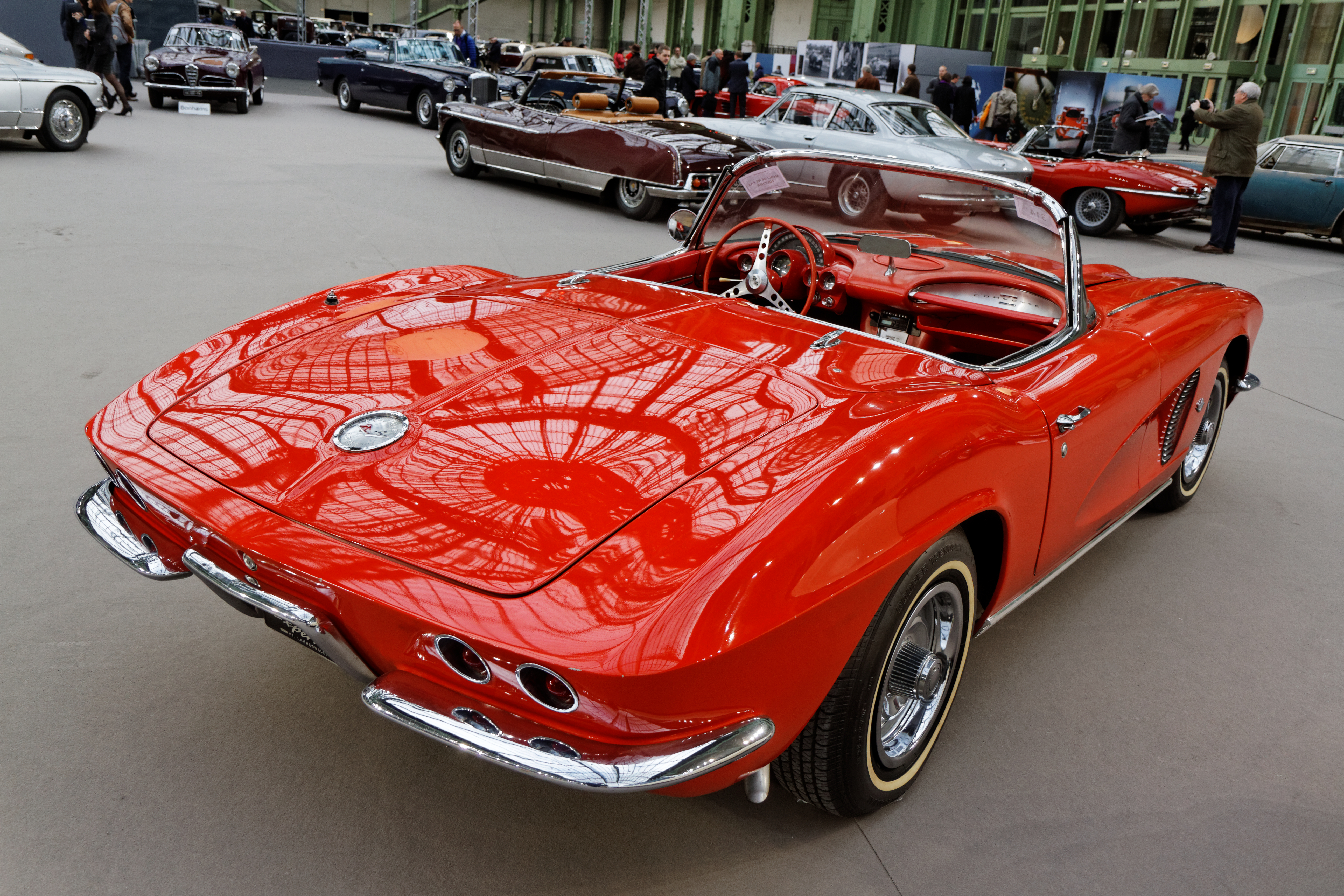
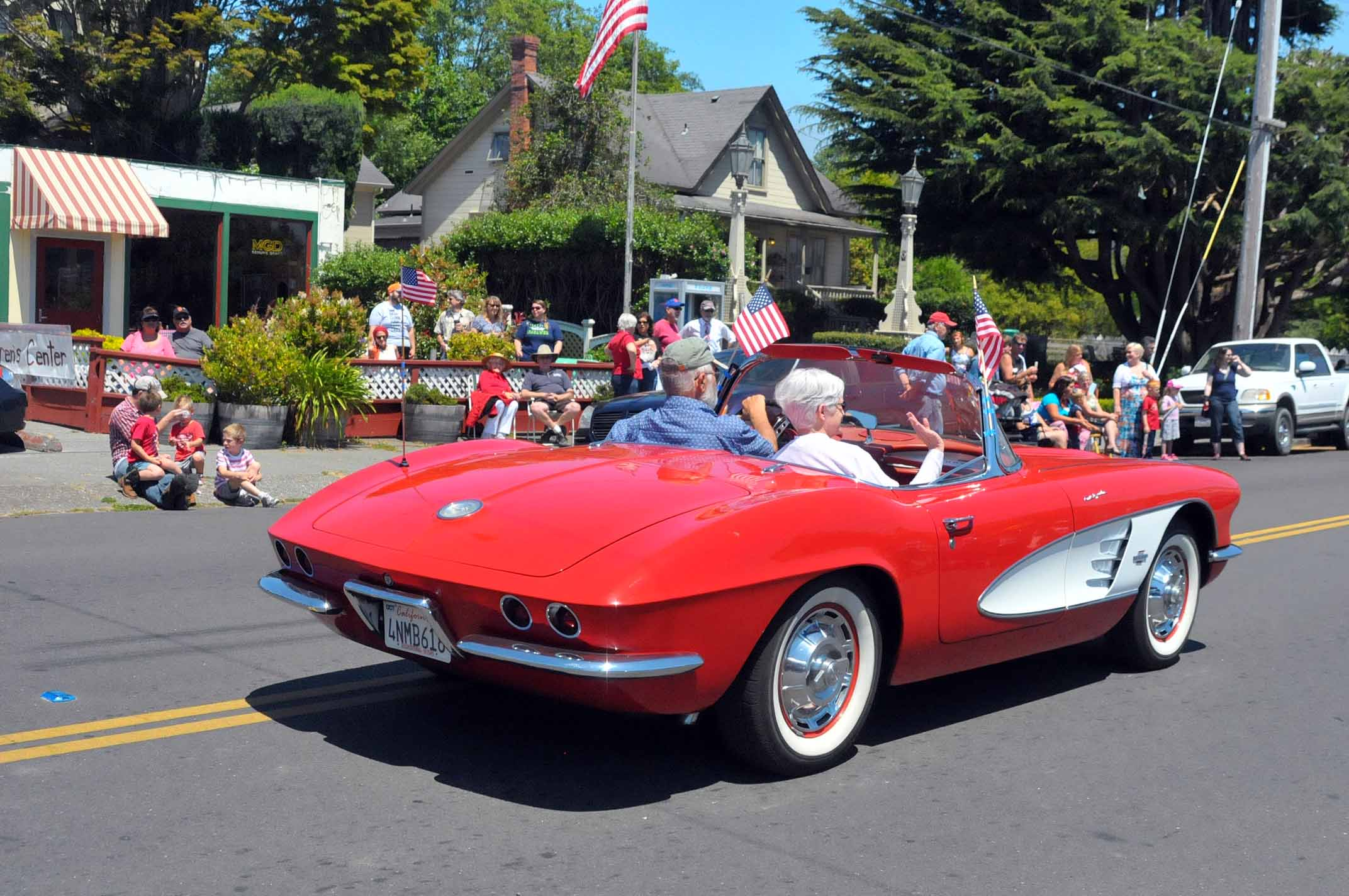

### 1962
L'année modèle 1962 était la dernière Corvette avec une suspension à essieu arrière solide utilisée depuis le début. Avec deux nouveaux moteurs, c'était aussi la plus rapide. La cylindrée a augmenté avec l'introduction du moteur de 5 360 cm³, mais les moteurs à double carburateur à 4 cylindres n'étaient plus disponibles. Des poussoirs hydrauliques ont été utilisés dans les moteurs de base de 250 ch et dans l'optionnel moteurs de 300 ch (220 kW), des poussoirs pleins dans les versions optionnels des moteurs avec carburateur de 340 ch et de 360 ch (270 kW) à injection de carburant. Les garnitures de bas de caisse ont été vues pour la première fois, les phares exposés pour la dernière, jusqu'en 2005. Ce fut le dernier modèle de Corvette à offrir un mécanisme de toit ouvrant électrique en option. Options rares: réservoir de carburant RPO 488 de 91 L, freins et direction robustes RPO 687 (246), toit décapotable RPO 473 (350), roues RPO 276 de 15" × 5,5" (561).

## Quelques variantes
Quelques modèles sont inspirés des Corvette C1, dont les Buick Wildcat II (1954), LaSalle II Concept (1955), AC Cobra (1962)...

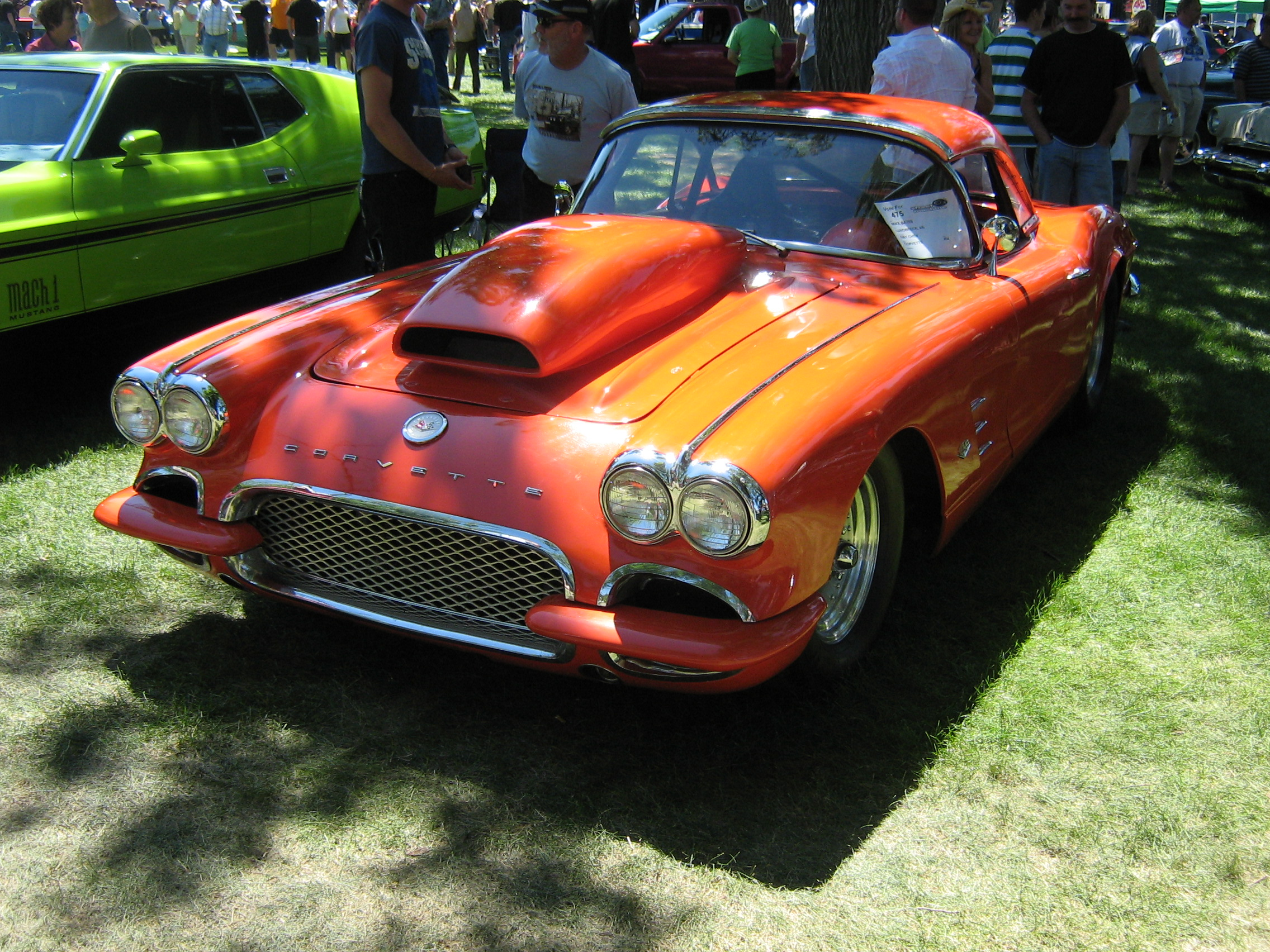
Corvette C1 hot rod
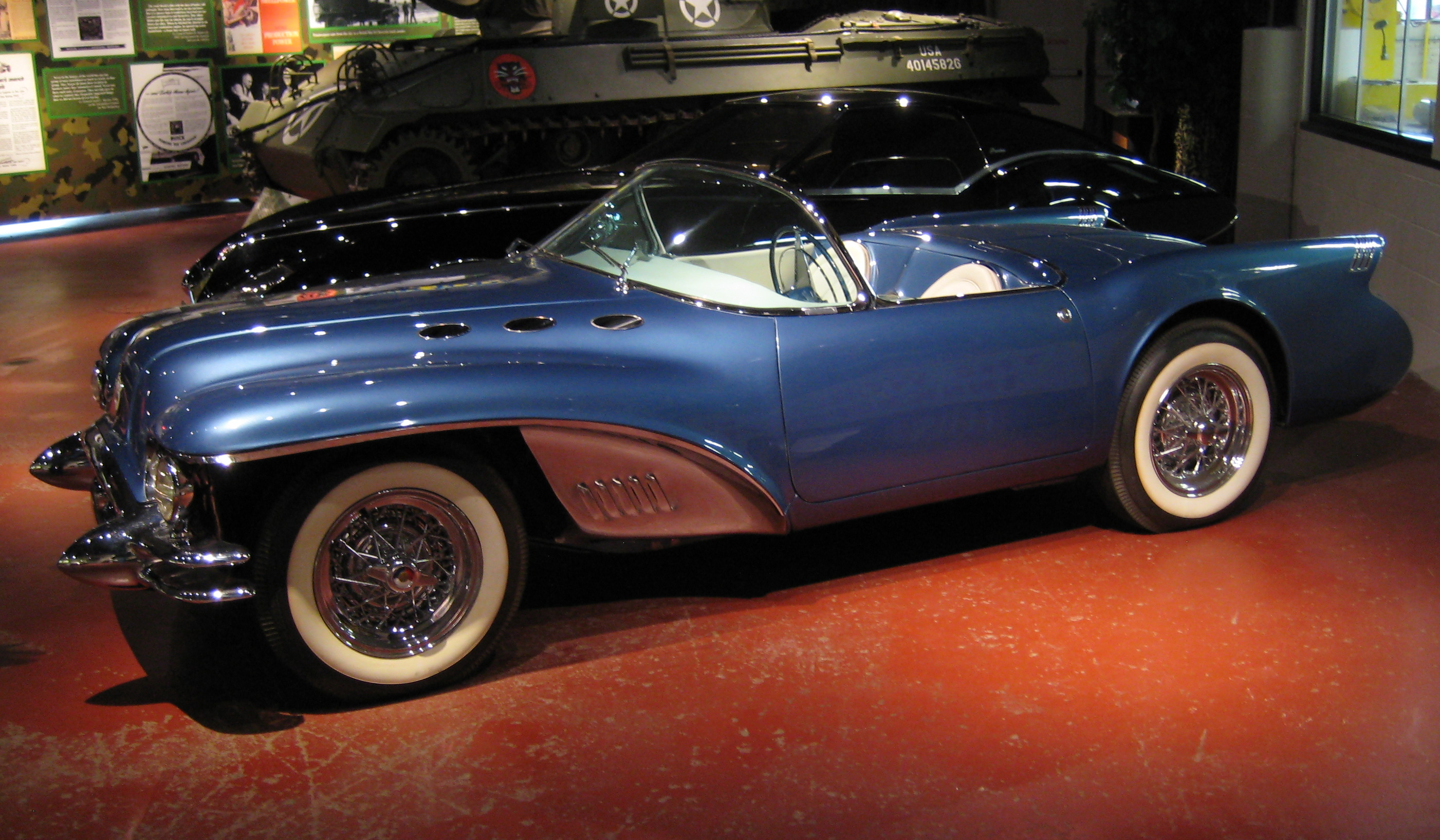
Buick Wildcat II (1954)
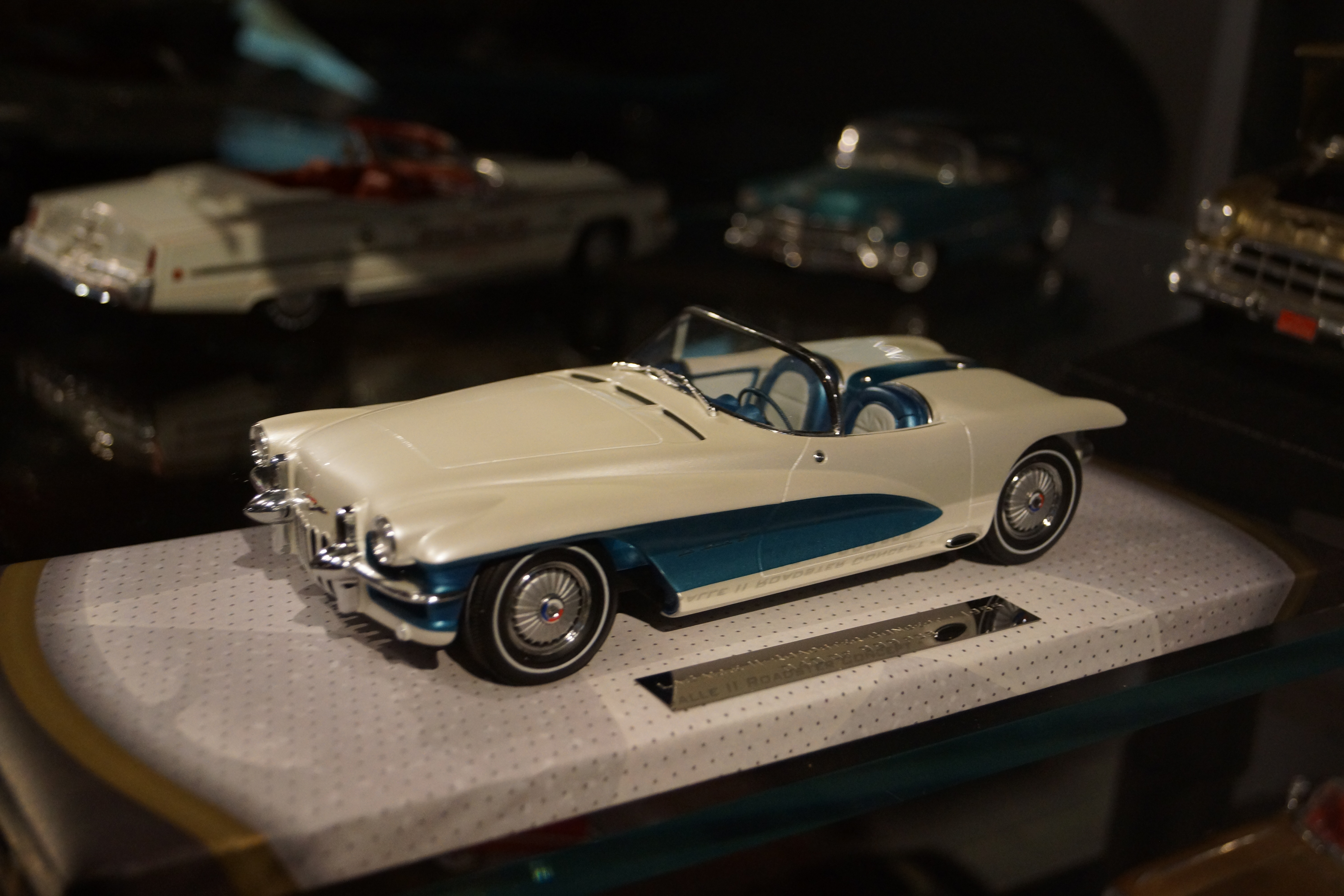
LaSalle II Concept (1955)
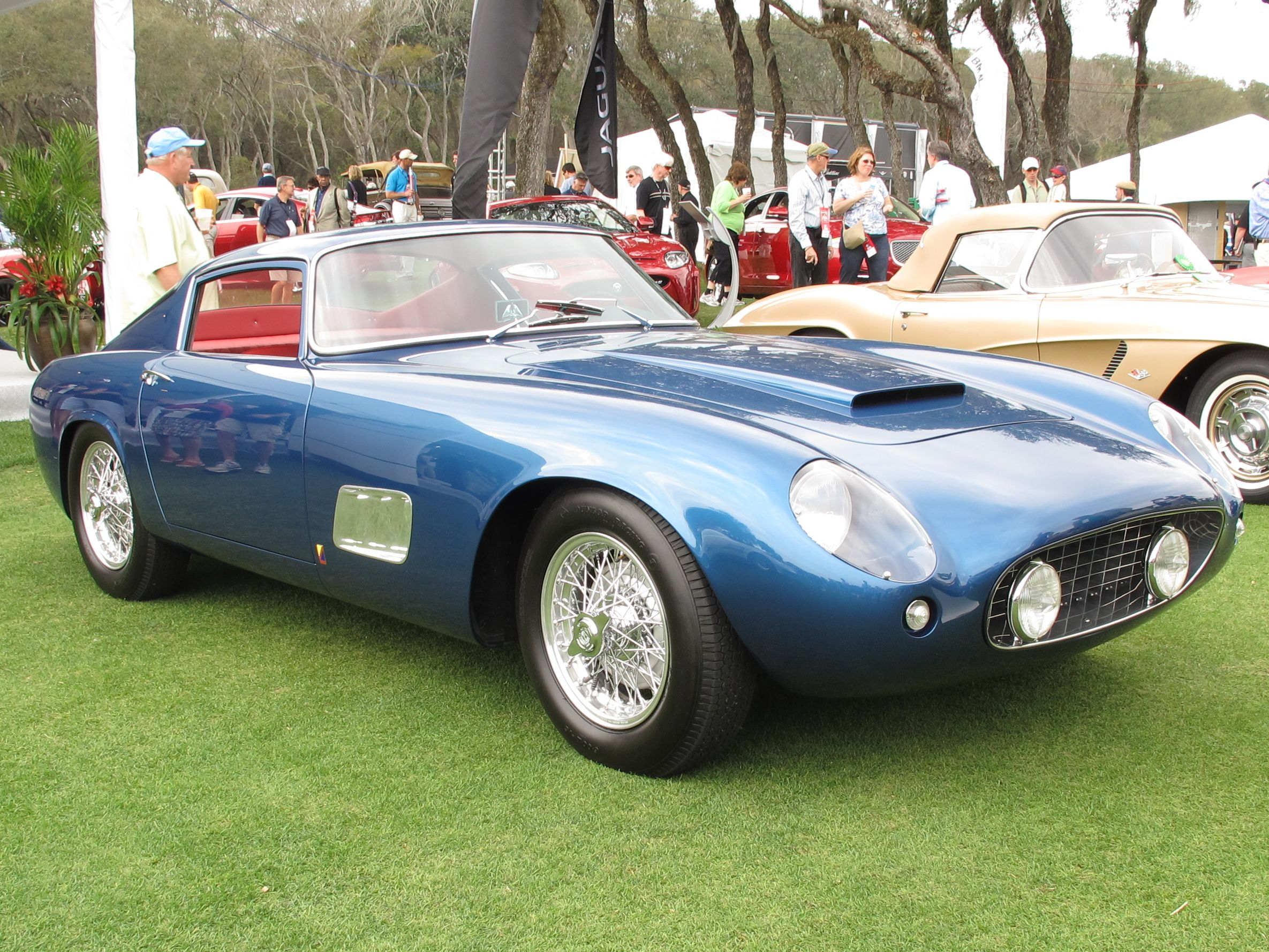
Corvette Scaglietti (1959)

3 exemplaires de Corvette Scaglietti sont conçues par le designer italien Scaglietti de Maranello vers 1959.